# Biserica de lemn din Sârbi Susani

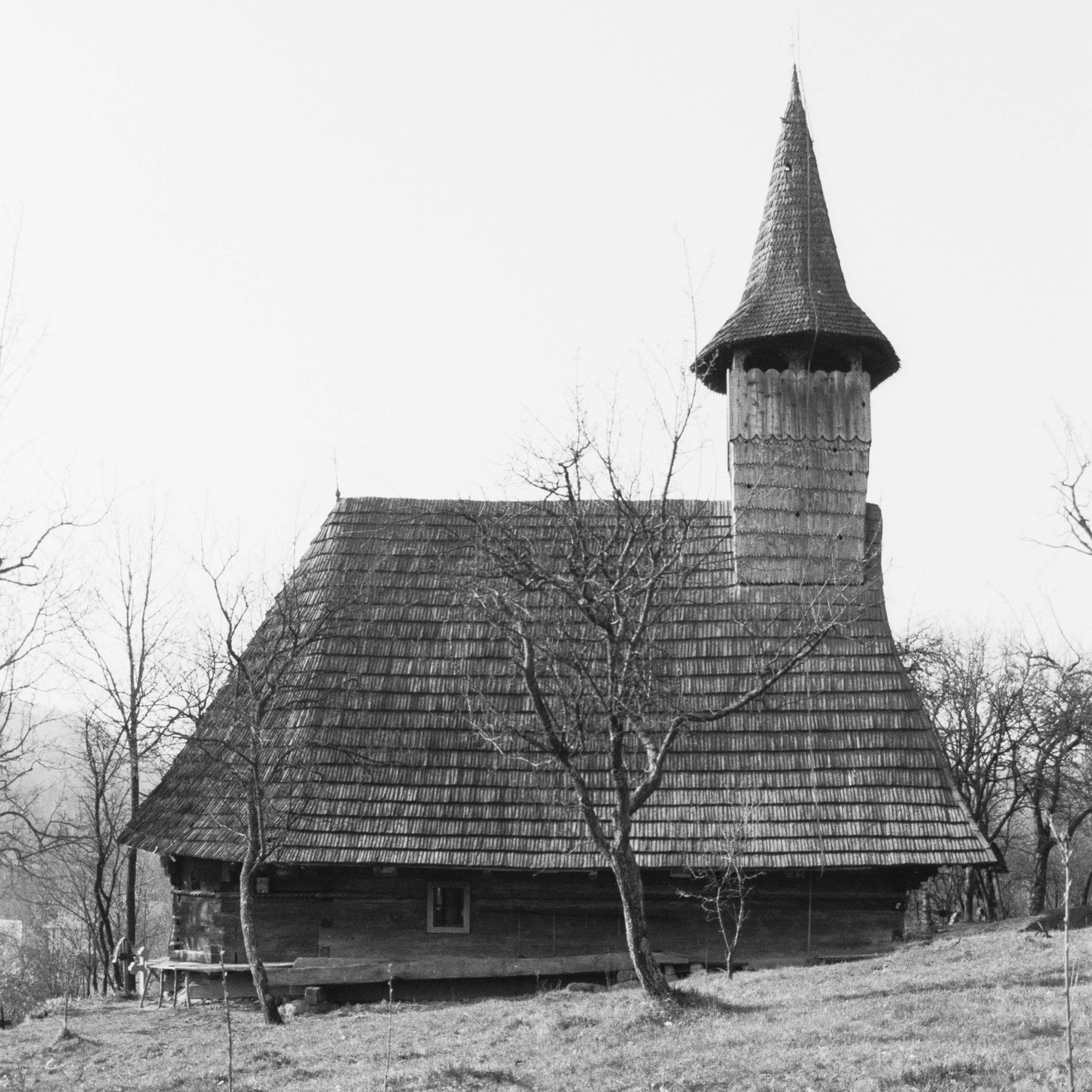
Biserica din Sârbi Susani, latura de nord, aprilie 1995.

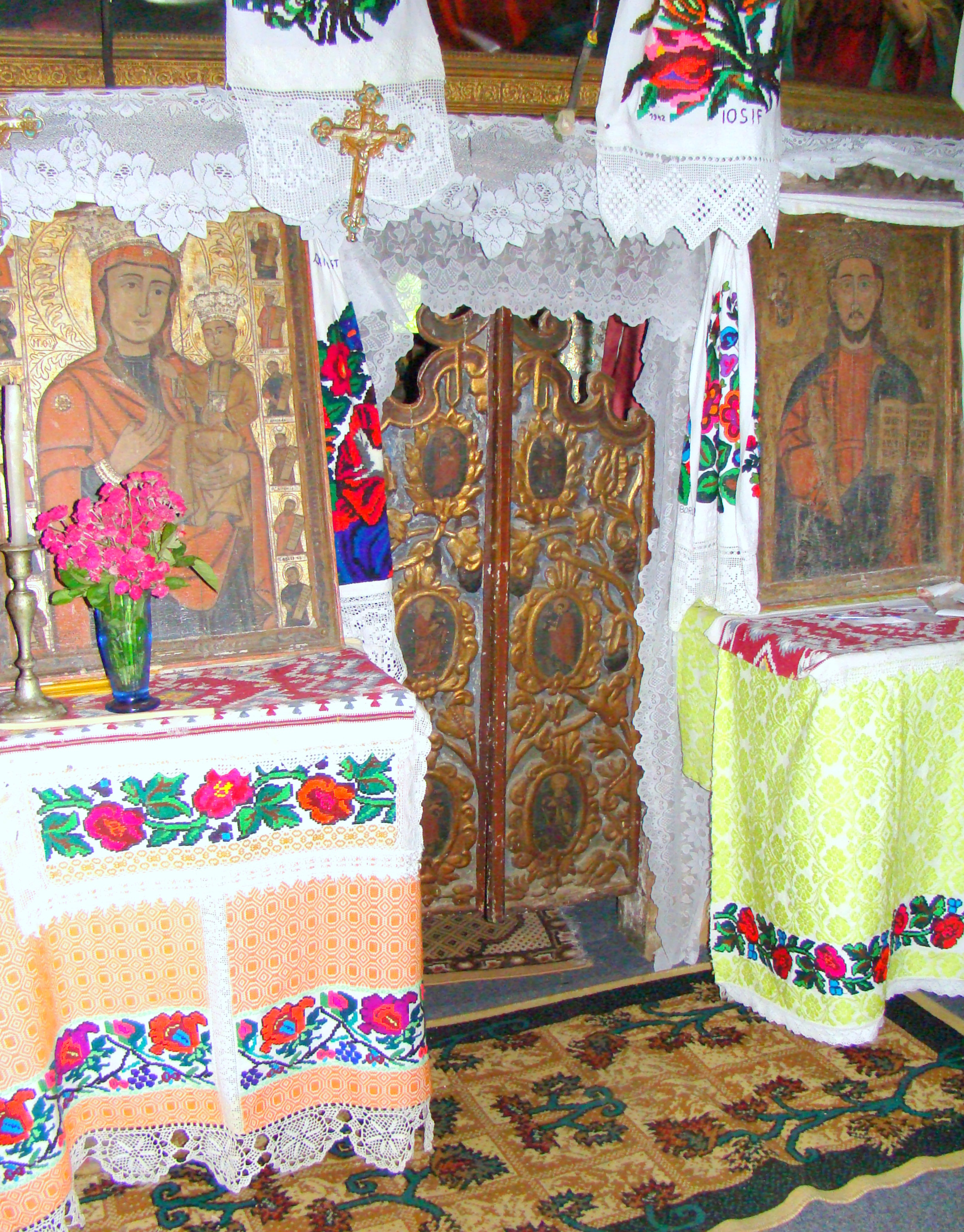
Icoanele şi uşile împărăteşti

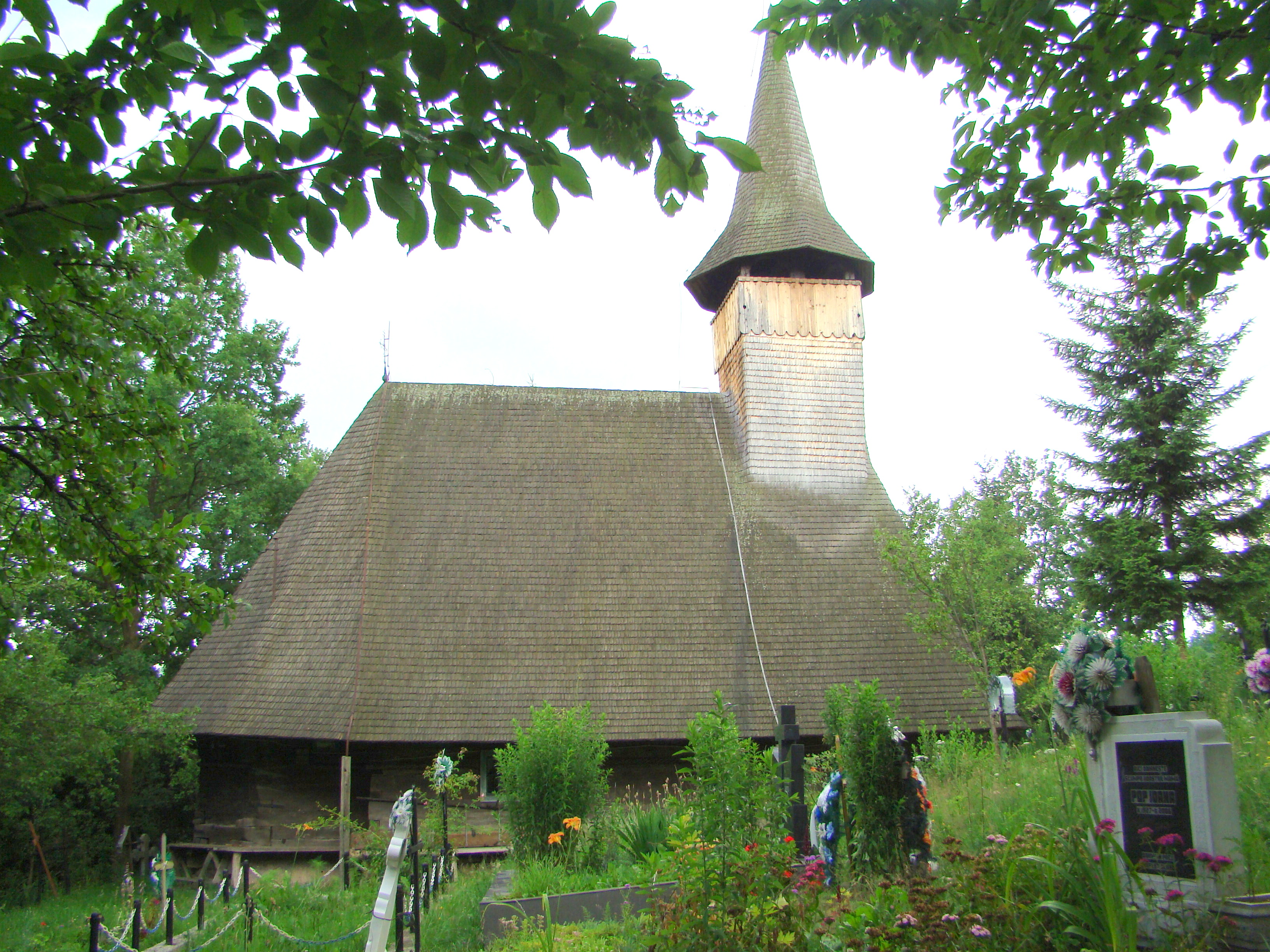
Biserica de lemn Sfânta Paraschiva, satul Sârbi, comuna Budești, județul Maramureș, foto: iulie 2009.

Biserica de lemn Sfânta Paraschiva din Susani în satul Sârbi, Maramureș, a fost construită din lemn de stejar în jurul anului 1639. Deși nu este cea mai veche din Maramureș, biserica de lemn din Sârbi Susani păstrează câteva din trăsăturile cele mai arhaice din arhitectura sacrală de lemn românească. Valoarea deosebită a acestui monument, care în fapt depășește chiar pe cea a suratelor înscrise în patrimoniul mondial, constă în conservarea portalului de intrare, unul dintre cele mai excepționale piese de acest fel din România, al cărui mesaj se poate traduce printr-un calendar bizantin. Sculptura portalului oferă o cheie de descifrare a limbajului în lemn, pierdută de două secole din tradiția românească de a construi. Cele mai surprinzătoare aspecte arhaice se observă la forma acoperișului vechi și la trecerea spre partea sacră, în interior, dinaintea iconostasului. La această biserică nu au existat inițial nici țâțâni de fier, nici ferestre de sticlă, nici clopot, acestea fiind în vechime prea scumpe și de aceea înlocuite cu lemn. La toate acestea se pot adăuga arhitectura armonioasă și deosebit de sculpturală a construcției, pictura murală bine păstrată pe iconostas și în altar și nu mai puțin colecția de icoane vechi.
"Sfânta beserecă cea bătrână în Susani" face parte din seria de lucrări al meșterului de biserici Gozdă, semnat pe portalul de la Budești Josani în 1643. Lui i se poate atribui și biserica de lemn din Slătioara, ridicată înainte de 1639, demolată la începutul secolului 20.
Biserica de lemn din Sârbi Susani este declarată monument istoric din 1955 și se află pe noua listă a monumentelor istorice sub codul LMI 2004: MM-II-m-A-04640. În partea de jos a satului, pe locul așezării medievale Sârbi, există o biserică de lemn din 1685, cunoscută sub numele de Sârbi Josani. Amândouă bisericile sunt folosite curent de parohie.

## Documentare
În bibliografia veche, biserica de lemn din Sârbi Susani a fost documentată, la fel ca și celelalte biserici de lemn din Maramureș, în studii de ansamblu, semnate de Ioan Bârlea , Tit Bud, Victor Brătulescu , I. D. Ștefănescu  și Marius Porumb . În acestea au fost prezentate câteva din trăsăturile ei caracteristice, date istorice, inscripții, o parte din icoane și pictura murală. Un studiu monografic mai detaliat i-a fost dedicat de Aurel Bongiu în 1970 în urma lucrărilor de reparații. El are meritul de a-l fi identificat pentru prima dată pe pictorul zugrav itinerant Alexandru Ponehalschi, autorul tâmplei iconostasului. Aurel Bongiu a mai scos în evidență prezența acoperișului vechi, a încercat o etapizare a ferestrelor și a transcris și citit corect inscripția din 1667 de pe ușa de la intrare. Pe urmele pictorului zugrav au pornit apoi Marius Porumb și Anca Pop-Bratu , care au reanalizat pictura din Sârbi Susani într-un context mai larg. Francisc Nistor a salvat portița incintei cimitirului și a pubicat-o în albumul său de porți maramureșene. Alexandru Baboș a făcut o descriere a construcției, susținută cu relevee detaliate, într-un studiu dedicat bisericilor de lemn cu o singură streașină din Maramureș. Biserica a fost datată dendrocronologic în 1997. Într-un studiu ulterior Alexandru Baboș a publicat releveele ușii, ferestrei decorate, prestolului și a analizat trăsăturile constructive fundamentale ale lăcașului.

## Istoric

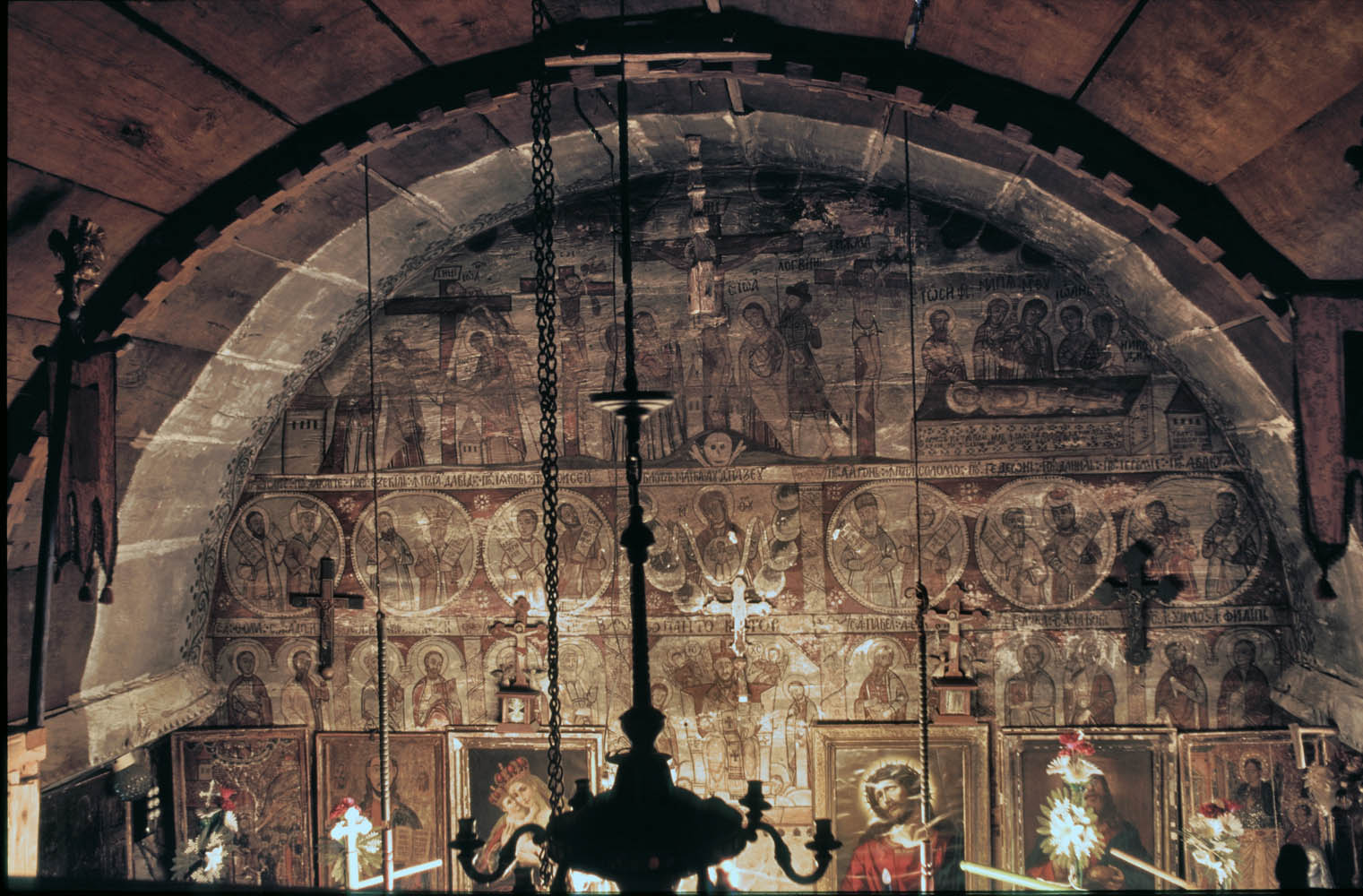
Tâmpla pictată de Alexandru Ponehalschi în 1760, foto 1995.

### Ridicarea bisericii
Din primele studii s-a înrădăcinat datarea din 1532 făcută de Tit Bud . Datarea s-a datorat probabil citirii greșite a inscripției de pe ușă, deși Ioan Bârlea a făcut în 1909 o citire mai corectă a ei: "văleat 1665". Vechimea lăsată de Tit Bud s-a perpetuat până la Aurel Bongiu, care a propus citirea anului 1667 în inscripția de pe ușă. Datarea dendrocronologică a stabilit în 1997 că biserica de lemn este mai veche cu aproape trei decenii, lemnul fiind tăiat în iarna dintre anii 1638-1639. Lăcașul a fost cu cea mai mare probabilitate ridicat în vara următoare. Din însemnările păstrate în biserică  și din conscripția de la 1774 și 1786-89 reiese că biserica de lemn din Sârbi Susani a fost ctitorită și îngrijită de familiile de mici nobili din partea de sus a satului, din vetrele fostelor așezări medievale Balotești și Cămârzana. Lemnele bisericii au fost tăiate din pădurea de stejar "lăsată de la potop" de deasupra bisericii, care acoperea odată întreaga față a văii Cosăului.
Biserica inițială nu avea turn. Acesta a fost ulterior adăugat, deoarece tălpile turnului nu sunt legate cu butea, cum era obiceiul, ci numai așezate peste tinda femeilor. Turnul a fost adaus înainte de 1751, posibil la data inscripției de pe ușa intrării, la 1667.

### Pictarea
Tâmpla bisericii a fost pictată în primăvara anului 1760 de pictorul itinerant Alexandru Ponehalschi. Pictorul surprinde date importante despre acest moment în două pisanii de pe tâmpla iconostasului.
- colțul stâng: "Din mila lui Dumnăzeu și din darul Duhului Sfânt și eu am agiutorit Iosip a Iacovu cu zugravul Aleczander Ponehalski de lucru beserăcii, să hie pomană întru veci de veci."
- colțul drept: "Cu vrerea Tatălui și cu îndemnarea Fiului și cu săvârșirea Duhului Sfânt, amin, bine au vrut serbu lui Dumnezeu, Borodi Chira și cu soția dumisale Ahimie, de au plătit de au zugrăvit acest fruntariu, ca să le fie pomană dumilor sale și a tot neamul lor, 1760, luna iunie 10 zile."[18]

Se poate că aceasta s-a împlinit cu ocazia unor reparații. Lucrările de reparație sunt sugerate de lemnul mesei moșilor de sub streașina de nord, care a fost datat din 1764. De asemenea, mai multe danii de carte și icoane au fost făcute în aceași perioadă subliniind efortul ctitoricesc al obștei de a înoi spațiul de cult.
Altarul a fost pictat în 1800, conform inscripției de pe dosul peretelui iconostasului: "Acest oltariu din mâna de Nicolai Famochevici, Anu lui Dumnezou 18 sute, luna mai 1 zeale". Înaintea pictării a fost închis ochiul de fereastră cu oblon dinspre răsărit și înlocuit cu o nouă fereastră mică deasupra ei. Probabil tot atunci au fost înzestrate ferestrele cu sticle rotunde, înrămate.

### Reparații
În 1921 a fost construit acoperișul nou peste cel vechi. Atunci, ori încă mai devreme, s-au lărgit o parte din ferestre, au fost tăiate deschizături în peretele plin dintre femei și bărbați, s-a lărgit intrarea spre navă și s-a construit corul în navă pentru tinerii satului. Biserica a fost restaurată în 1970 și 2000.
În timpul „restaurărilor” din anul 2000 au fost distruse și iremediabil pierdute învelitoarea acoperișului vechi, masa moșilor, coiful vechi al turnului și pragul ușii.

## Trăsături

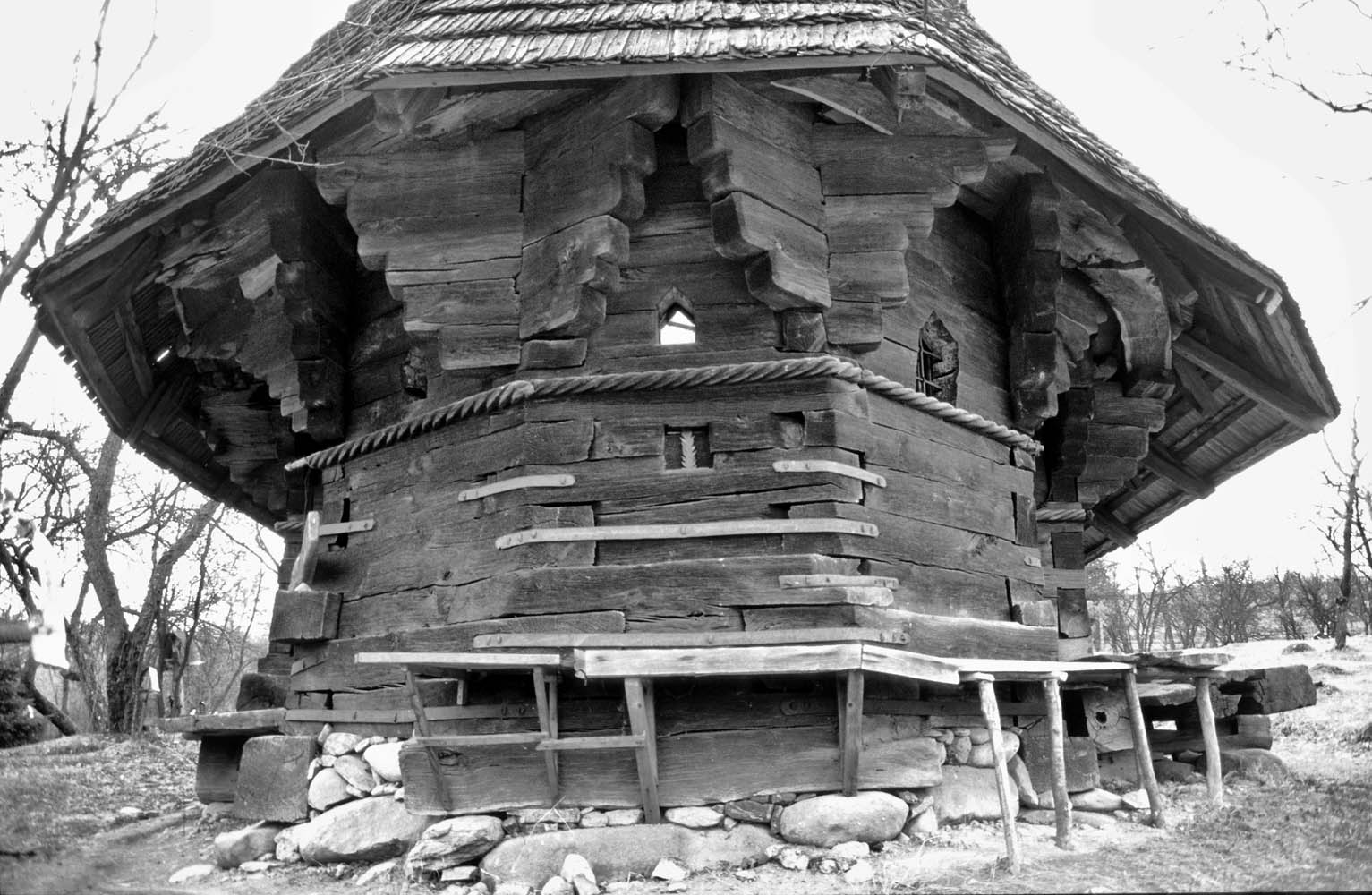
Partea de răsărit a bisericii, altarul, foto 1995.

### Butea
Această biserică a fost concepută la vremea ei ca una din lăcașurile mijlocii, 5,79 m largă și 10,08 m lungă, în vechile unități de măsură: 2 stânjeni regali largă și 3½ lungă, cu o capacitate maximă de circa 205 credincioși. Intrarea se face dinspre miazăzi printr-un portal bogat sculptat. Biserica este împărțită de la vest la est de tinda femeilor (pronaos) și biserica bărbaților (navă). Spațiul nu este egal distribuit între femei și bărbați, femeile având numai pe jumătate din spațiul acordat bărbaților, un raport întâlnit îndeosebi la biserici de mănăstire. Tinda femeilor este tăvănită sub tălpile turnului și deschisă spre biserica bărbaților prin goluri în perete de fiecare parte a ușii. Biserica bărbaților este principala încăpere, subliniată de cerul înalt al bisericii (bolta). De remarcat că înălțimea navei este egală cu lărgimea ei, o proporție remarcată și la alte biserici din prima jumătate a secolului al XVII-lea în Maramureș. Înspre răsărit, spre altar, sunt numai două uși iar în fața iconostasului există o solee ce marchează trecerea dinspre profan spre sacru. Altarul este decroșat și încheiat cu cinci laturi exterioare scurte. El are 3,72 m lățime și 3,1 m adâncime și protejează în mijlocul lui prestolul de lemn. Acesta a fost sculptat în formă de potir, o formă specifică celor mai vechi piese de acest fel, păstrate din secolul 17 în Maramureș. Interiorul este luminat de ferestre puține, de diferite dimensiuni. La femei, ușa de afară este singura sursă de lumină.
Butea, adică partea încheotorată a bisericii, este încinsă pe exterior de o funie puternic profilată, cioplită direct din lemnul masiv al peretelui. De-asupra funiei, la întâlnirile dintre bârnele pereților, cheotorile netede trec spre console ieșite în trepte sub streșini. Dincolo de funcția lor practică de a descărca greutatea acoperișului aceste console se îmbină spectaculos ca niște aripi sculptate. Consolele și funia, împreună cu portalul bogat sculptat și fereastra decorată, dau un caracter aparte acestei bisericuțe de lemn.
În interiorul navei, în dreptul soleei, se poate observa un lemn prins cu cuie de lemn pe peretele sudic, la înălțimea uni stat de om. Acestuia îi corespunde pe peretele nordic o adâncitură în perete. Între acestea, biserica a avut se pare o grindă orizontală care accentua inițial trecerea dintre sacru și profan în dreptul soleei. Această grindă a fost un element local arhaic pe cale de dispariție, surprins numai în câteva biserici de lemn din secolul 17 în Maramureș.
Ușa de la intrare este interesantă nu numai pentru mesajul sculptat bogat pe fața portalului ci și pentru rezolvările ingenioase din dosul ei. Atât articulațiile cât și sistemele de închidere au fost executate numai din lemn. Cheia de fier articulată se introduce printr-o gaură ca să împingă un fuștei orizontal. Acesta e agățat într-un cui de lemn și intră prin urechea unui lemn masiv vertical prins cu cepuri în ușorul drept, lângă foaia ușii. O gaură dreptunghiulară din dreapta ușii, afară, azi înfundată, dezvăluie un sistem de încuietoare și mai vechi, de fapt cel inițial. Acesta avea o cheie de lemn cu trei dinți ce se introducea prin gaura din perete într-o gaură specială din lemnul masiv prins vertical în ușorul drept. Lemnul vertical funcționa ca o cutie de broască. În el se păstrează și azi dăltuiturile în care au stat lopățelele de lemn ce blocau și deblocau fușteiul. În foaia ușii se văd urmele de la un mâner cu zăvor pe interior, ce era folosit pentru închiderea și deschiderea ușii când ușa nu era încuiată. Foaia ușii se mișca în două țâțâni separate de lemn. Cea de jos a fost îndepărtată fără rost în anul 2000, coada de jos a ușii sprijinindu-se astăzi direct de prag.
Pe latura dinspre miazăzi s-a păstrat o fereastră frumos decorată cu funie, rozete și dinți. Aceasta ascunde în interior un oblon introdus între bârne de la ridicarea bisericii. Piesa din afară, sculptată, a fost prinsă în lemnul peretelui cu cuie de fierar, singurele de acest fel observate în părțile originale. Fereastra tăiată în partea opusă a navei a fost probabil asemănătoare. Tot o fereastră cu oblon, astăzi înfundată din interior, se vede în axul altarului. Celelalte ferestre din altar au fost tăiate ulterior.

### Acoperișul
Sub acoperișul actual, ridicat în 1921, a fost păstrat și vechiul acoperiș. Acesta din urmă prezintă câteva particularități remarcabile. În primul rând cornii (căpriorii) se descarcă pe o cunună (cosoroabă) intermediară. De sub cunună pleacă mai departe corni mai scurți până peste cununa de jos a streașinei. Această împărțire a descărcării acoperișului principal este o soluție constructivă arhaică, întâlnită asemănător și la bisericile de lemn de la Breb și Valea Stejarului. Avantajul ei este că greutatea nu rămâne concentrată pe cununile streașinei, o parte mare fiind preluată la aproape jumătate din distanță de o altă cunună. Acoperișul vechi și-a pierdut în anul 2000 învelitoarea de șindrilă horjită, păstrată în 1921 și 1970 pentru valoarea ei muzeală, precum și poala prelungită peste masa moșilor, spre miazănoapte, probabil la fel de veche ca și biserica.
Acoperișul vechi al altarului s-a păstrat până în anul 2000 când, din neștiință, a fost înlăturat, de o echipă de "restauratori profesioniști", pe banii publici ai Ministerului Culturii! Acesta păstra învelitoarea veche de șindrile horjite cu o desfășurare a apelor ce urmărea forma poligonală a altarului, într-un mod neîntâlnit altundeva în partea de sud a Maramureșului.

### Turnul
Turnul bisericii nu este ridicat odată cu biserica, fiind adăugat ulterior, cel mai probabil în a doua jumătate a secolului 17, când turnul se generalizează în arhitectura sacrală din Maramureș. Turnul acesta este foarte îngust la bază și, în mod surprinzător, se lărgește la șatra (foișorul) clopotelor. Cornii vechi ai coifului, dimensionați după lățimea bisericii, lungi de 2 stânjeni regali, au fost aruncați în foc și înlocuiți cu alții mai noi în anul 2000, de aici coiful țuguiat față de cel precedent.

## Calendarul de pe portal

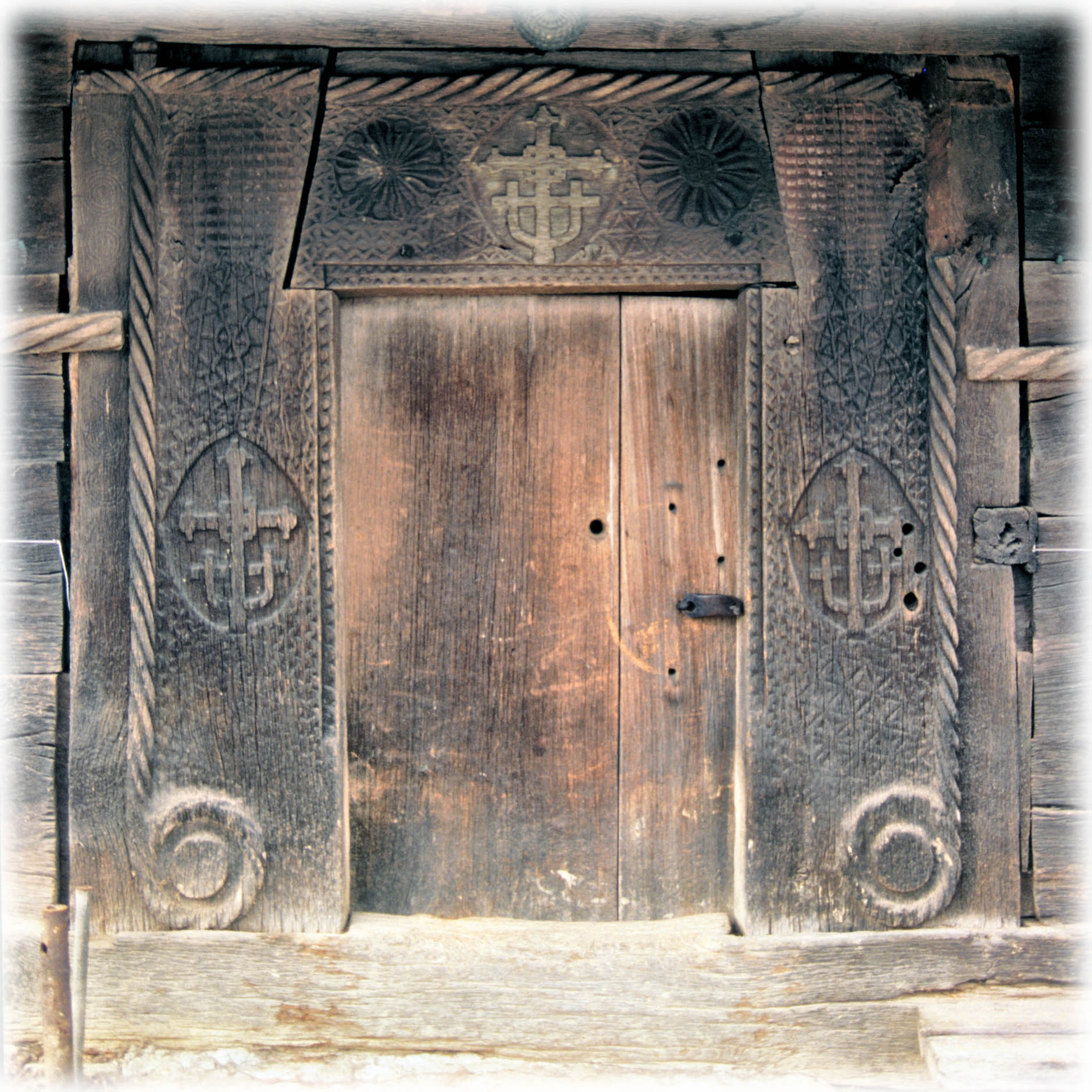
Portalul de la intrare, foto 1995.

Portalul de la intrare în biserică, prin mesajul încrustat în el, este o adevărată operă de artă ce ne dezvăluie participarea unui mare meșter de biserici. Dintre portalele de lemn păstrate în Maramureș acesta este fără îndoială cel mai complex și bogat în detalii. Intenția meșterului nu a fost de a fermeca privirea sau de a-și lăsa amprenta sa asupra acestei intrări, în primul rând, ci de a intra în dialog cu cei chemați să calce peste pragul ei. Atunci ca și acum, arta de a sculpta era arta de a comunica. Comunicarea însă trebuia să aibă loc într-un limbaj comun, pe care să-l stăpânească nu numai artistul ce și privitorii. Din păcate, limbajul s-a pierdut între generațiile ce ne despart de cei care au participat la înălțarea acestei biserici. Câteva frânturi se mai păstrează în arta țesătoarelor și în ce ne-au lăsat în scris culegătorii de folclor, restul pare șters din memoria culturii noastre tradiționale. Meșterul de biserici a fost prevăzător și ne-a lăsat cateva chei de descifrare salvatoare.

### Descriere
Ceea ce atrage atenția, de la prima vedere, este funia scoasă puternic în relief care înconjoară o compoziție sofisticată de cruci triple și rozete de diferite mărimi și modele. Crucile, în mănunchiuri de câte trei și prinse în mandorlă, ocupă partea centrală a celor trei piese de portal, încadrate de rozete mari. Colțurile superioare sunt ocupate de câte o rozetă solară în timp ce partea de jos este dominată de funiile răsucite în cerc, spre intrare. Compoziția are o structură aproape simetrică cu multe variațiuni în detalii. În final, întreaga suprafață este pusă în mișcare de umbrele și luminile aruncate de o multitudine de triunghiuri mărunte presărate între figurile mari ale compoziției. La acest nivel descriptiv trebuie scos în evidență sensibilitatea artistică deosebită a meșterului, care s-a jucat atât cu geometria elementelor în masa lemnului cât și cu aura de lumini și umbre pe care acestea le aruncă în jurul lor.

### Simbolistica formelor
Pentru a înțelege mai bine sensul acestui portal este necesar să facem un pas în simbolistica formelor din care este compus. La acest nivel, cercetarea românească a scos deja în evidență importanța simbolului solar, masculin, în arta tradițională. Pe portalul de intrare de la Sârbi Susani identificăm într-adevăr prezența celor două rozete solare în colțurile superioare și crucile, ca simbol al lui Cristos, el însuși identificat cu soarele. Celelalte rozete de pe portal sunt legate de celălalt important corp ceresc: luna. Tot de lună și simbolul ei feminin de fertilitate sunt legate și funiile de pe portal, care iau forma șarpelui răsucit în partea de jos, protejând, ca în povești, spațiul sacru de necurat. Zigzagurile din jurul golului ușii sunt unda apei din scoarțele maramureșencelor, de origine de asemenea feminină. În lumea simbolurilor mitologice, motivele cioplite pe portal par să țină în echilibru lumina spirituală supremă masculină a soarelui cu mistica lunară feminină a lunii. În mod firesc ne întrebăm: ce vor toate aceste simboluri vechi și corpuri cerești să ne spună? Răspunsul trebuie căutat în mesajul creștin.

### Mesajul creștin

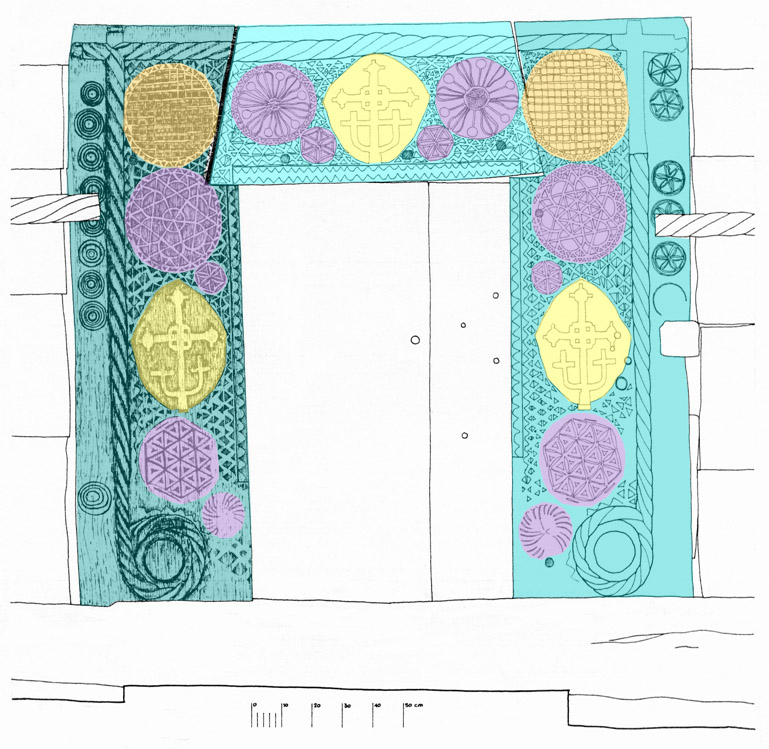
Structura calendarului creştin de pe portalul de la intrare. Galben: crucile triple ale marilor sărbători de peste an; portocaliu: rozetele solare ale solstiţiilor; violet: lunile anului sau mineiele. Uşorul stâng: perioada octoihului; uşorul drept: perioada penticostarului; tocul: perioada triodului.

Din perspectiva simbolisticii creștine, compoziția sofisticată de corpuri cerești de pe portalul de la intrare în biserica de lemn din Sârbi Susani formează un calendar liturgic bizantin. Pentru a putea dezlega modul de reprezentare a calendarului pe portal trebuie înțeleasă structura anului liturgic bizantin. Acesta este compus din două cicluri concentrice, fiecare cu propiul lui șirag de sărbători. Mai întâi avem ciclul pascal, al sărbătorilor mobile, și apoi ciclul sanctoral, al sărbătorilor fixe. În ritul bizantin, ciclul sanctoral comemorează Sfinții bisericii ortodoxe. Slujbele comemorative dedicate sfinților sunt cuprinse în 12 mineie, câte un minei pentru fiecare lună a anului. Ciclul pascal gravitează în jurul sărbătorii mobile a Paștilor, care comemorează Patimile Mântuitorului. În jurul sărbătorii Paștilor anul bisericesc este împărțit în trei mari perioade, numite după cartea principală de slujbă folosită de cântăreți la strană în timpul fiecărei perioade, anume: perioada prepascală a Triodului (zece săptămâni înainte de Duminica Paștilor), perioada pascală a Penticostarului (opt săptămâni după Înviere) și perioada postpascală a Octoihului (ține tot restul anului).
La Sârbi Susani funia de pe portal reprezintă întregul an ecleziastic, ce pleacă de pe ușorul stâng și se termină pe cel drept în partea de jos. Împărțirea în trei părți a funiei, una pe fiecare piesă a portalului sugerează împărțirea în trei perioade a ciclului pascal. Astfel, cele trei piese ale portalului ar trebui să reprezinte, de la stânga la dreapta, perioadele Octoihului, Triodului și Penticostalului. Octoihul este, întradevăr, particularizat pe ușorul stâng de opt rozete laterale, exterioare compoziției, reprezentând cele opt glasuri succesive în care sunt cântate slujbele Octoihului. O altă caracteristică a Octoihului sunt cele nouă cântări (ode) ale canonului. Această caracteristică nu a fost scăpată de meșter, care în partea de jos a ușorului stâng, după șirul celor opt rozete laterale a adăugat, separat, și o a noua rozetă. Această ultimă rozetă poate de asemenea reprezenta tipicul de la sfârșitul celor opt glasuri ale octoihului. Ușorul drept al portalului este la rândul lui identificat de cinci rozete exterioare ce indică perioada Penticostarului, adică a cincizecimii. Între cei doi ușori rămâne piesa superioară a tocului ușii care reprezintă perioada centrală a anului liturgic, cea a Triodului, care nu a mai necesitat semne distinctive.
Odată identificate cele trei piese ale portalului cu cele trei perioade ale ciclului pascal, semnificația crucilor prinse în mandorle din mijlocul pieselor apare, în consecință, să fie cea a sărbătorilor principale din perioadele respective. Crucea din stânga amintește Nașterea și Botezul Mântuitorului, crucea din dreapta celebrează Învierea, Înălțarea la Cer și Rusaliile iar crucea centrală fixează Patimile din Vinerea Mare în centrul anului ecleziastic. Întregul ciclu pascal este astfel ilustrat. Pentru întregirea calendarului bizantin este nevoie doar de prezența ciclului sanctoral. Acesta apare reprezentat prin cele doisprezece rozete lunare, șase mari și șase mici ce se desfășoară pe cele trei piese, reprezentând cele doisprezece luni și mineie ale anului. Rămân cele două rozete solare din colțurile de sus, a căror semnificație nu poate fi alta decât a solstițiilor, cel de iarnă în stânga și cel de vară în dreapta.
Pe portalul de la Sârbi Susani se remarcă, așadar, prezența tuturor marilor sărbători și slujbe comemorative de-alungul întregului an eccleziastic, centrate în jurul patimilor Mântuitorului. Având în vedere semnificațiile profunde ale calendarului creștin, acest portal adresază omului o chemare de a înainta în spiritualitate prin credința în Cristos și prin participare la viața bisericii. Meșterul a surprins aici, într-un mod inițiatic, însăși esența creștinismului, aceea de a conduce omul spre mântuiriea sa, înțeleasă ca o renaștere în trup spiritual.

## Tehnică
Butea bisericii din Sârbi Susani este ridicată în întregime din bârne de stejar, legate cu cheotori netede în dinte ascuns. Pereții sunt ridicați drepți cu bârne fasonate din secure și bardă, apoi rigidizați cu cuie de lemn. Între bârne sunt făcute scobituri „cuptytye” pentru etanșeizarea pereților.
O mare parte a cheotorilor de la altar sunt prinse în roșteie de fier pentru a evita deschiderea lor. Cauza acestor probleme sunt alunecările de teren și nu este de natură tehnică. Din contră, execuția este de o deosebită calitate, indicând participarea unor meșteri de biserici specializați.

## Cimitirul

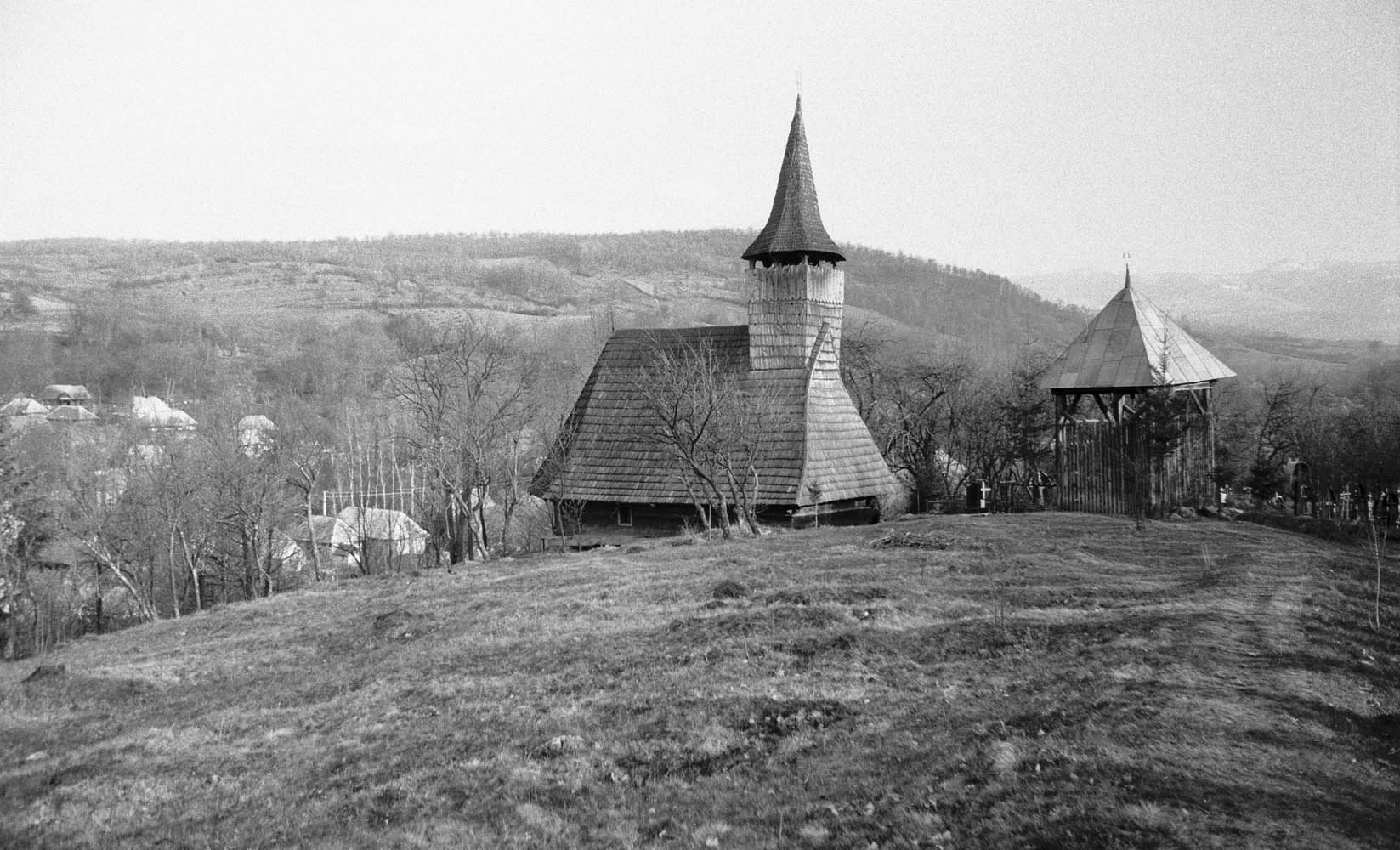
Pe drumul vechi spre biserică şi clopotniţă, foto 1995.

Biserica este așezată pe un platou de-asupra văii Cosăului. Pe un drum de care, printre garduri împletite de nuiele, se merge până la o poartă de fier care a înlocuit-o pe cea veche de lemn. O portiță de lemn pe doi stâlpi, protejată de un mic acoperiș, a fost parțial salvată în muzeul din Sighet. Sculptura ei este asemănătoare celei de la fereastra bisericii, ceea ce sugerează o datare comună cu biserica de lemn, în 1639. În acest caz portița de la cimitirul din Sârbi Susani este cea mai veche păstrată în Maramureș.
Cimitirul este azi extins pe ambele părți ale drumului vechi, ce ducea de la Cavnic la Sighet prin Ocna Șugătag. O hartă cadastrală din 1860 surprinde un cimitir mai restrâns, mărginit la deal de vechiul drum de țară. Incinta cimitirului a fost însă inițial și mai mică, partea dinspre miazănoapte fiind adausă în urma ciumelor care au bântuit Maramureșul în secolul 18 și 19.
Drumul spre biserică urcă în arc panta abruptă, prin partea veche a cimitirului, și se termină în fața intrării, pe latura de sud a bisericii. Înainte de restaurarea bisericii din anul 2000 au existat în jurul bisericii, protejate de poalele largi ale streașinei, mese vechi și noi pentru moși. La nord de biserică se află o clopotniță în care a fost prins clopotul cel mare, dăruit de Dialog Raiu din Ocna Șugătag în 1978. Gardul din jurul cimitirului, "dyelnița", a fost prin tradiție împărțit în grija familiilor din partea de sus a satului. În cimitir se pot vedea o colecție de cruci vechi de lemn, piatră și fier forjat de secol 19 și 20.

## Imagini

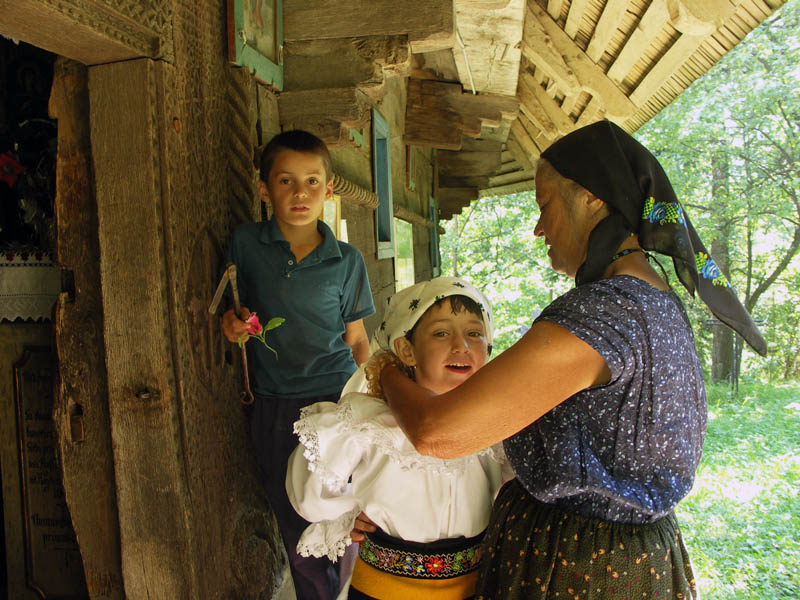
La intrare, foto 2006
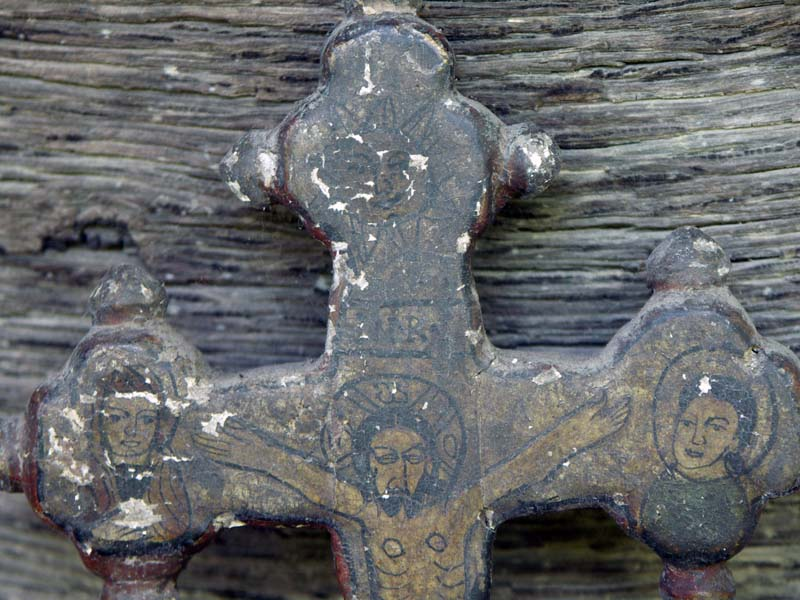
Cruce de mână, foto 2006
Icoană împărătească, foto 2006.

## Imagini din interior 2009

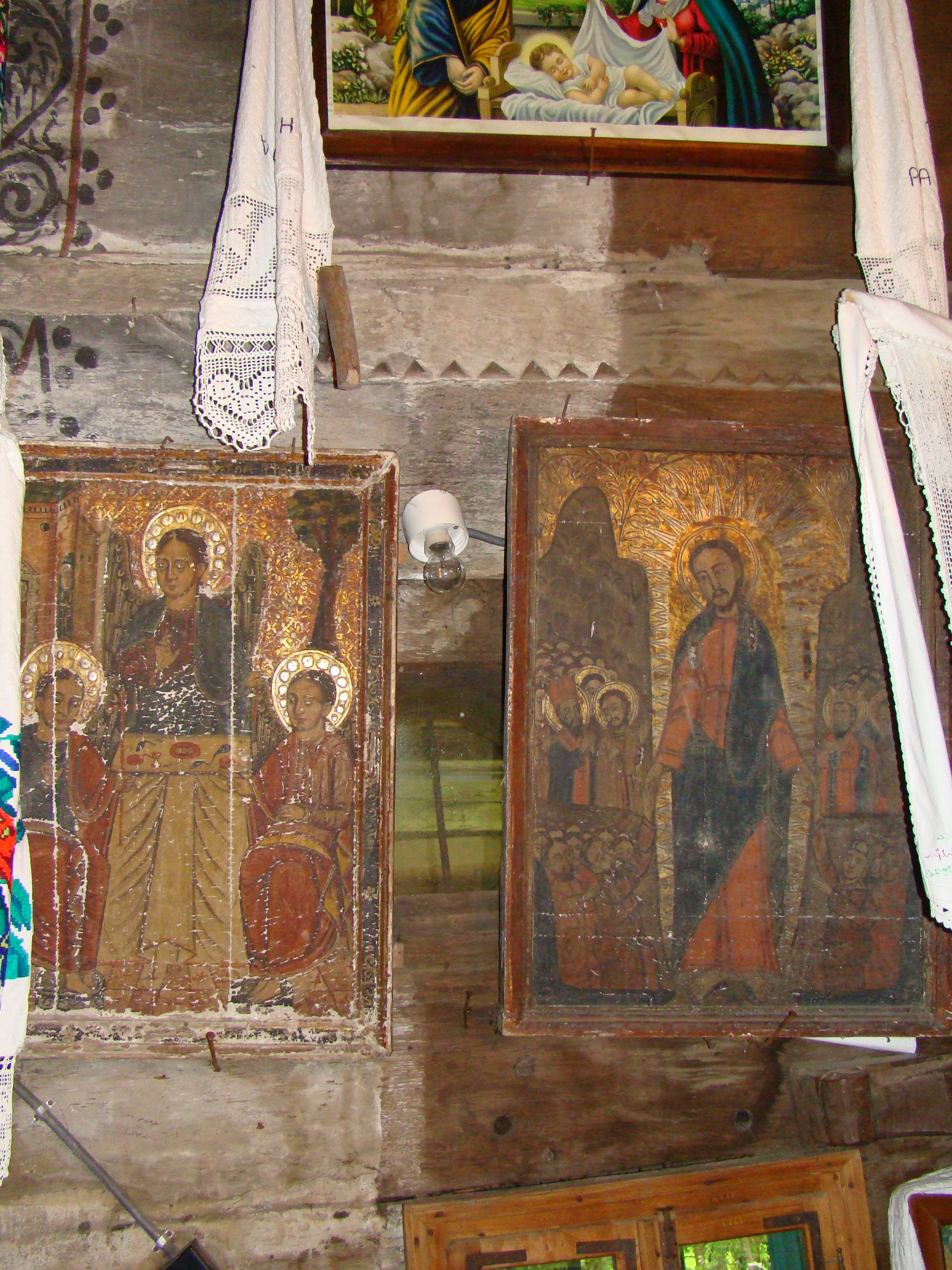
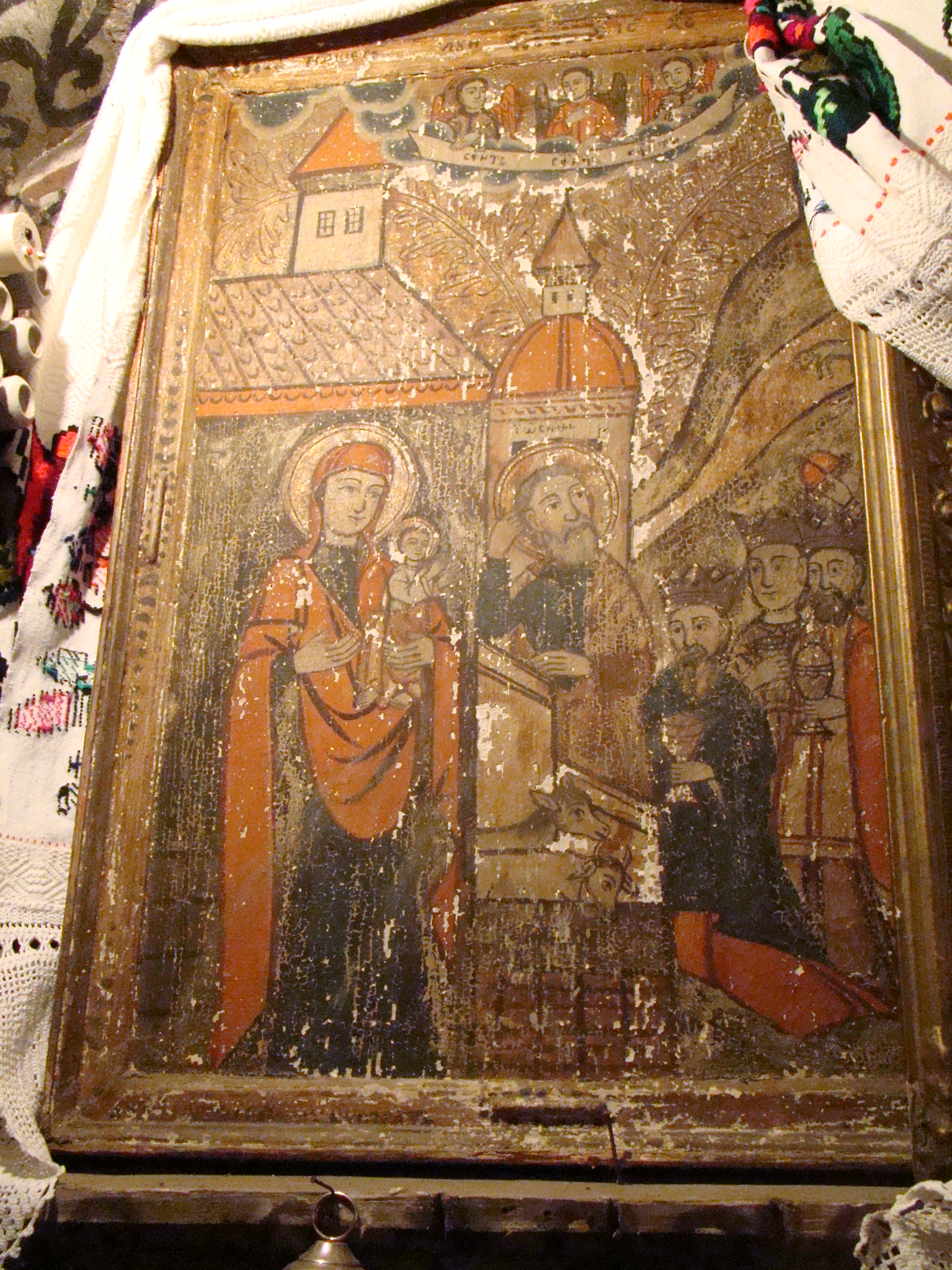
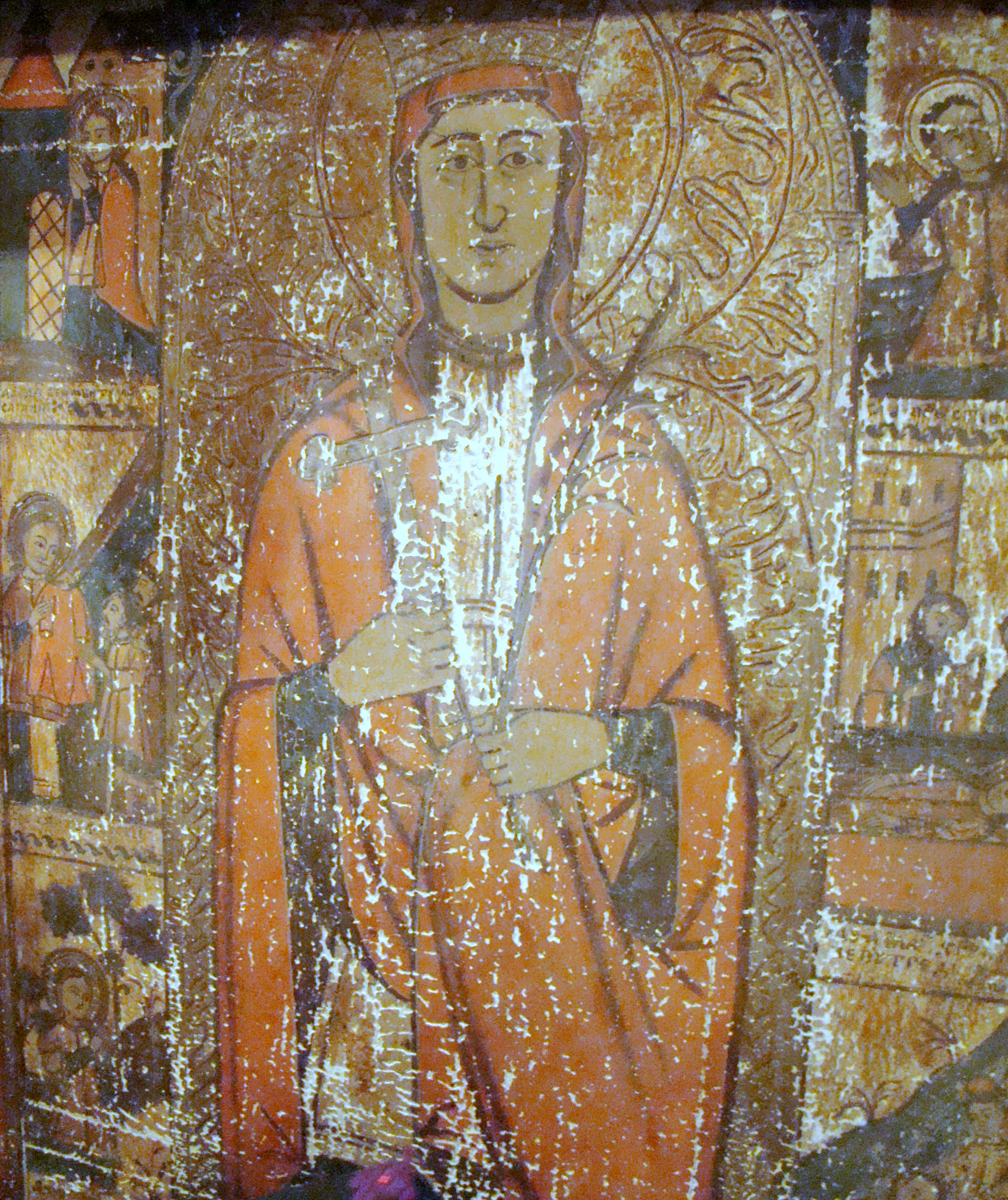
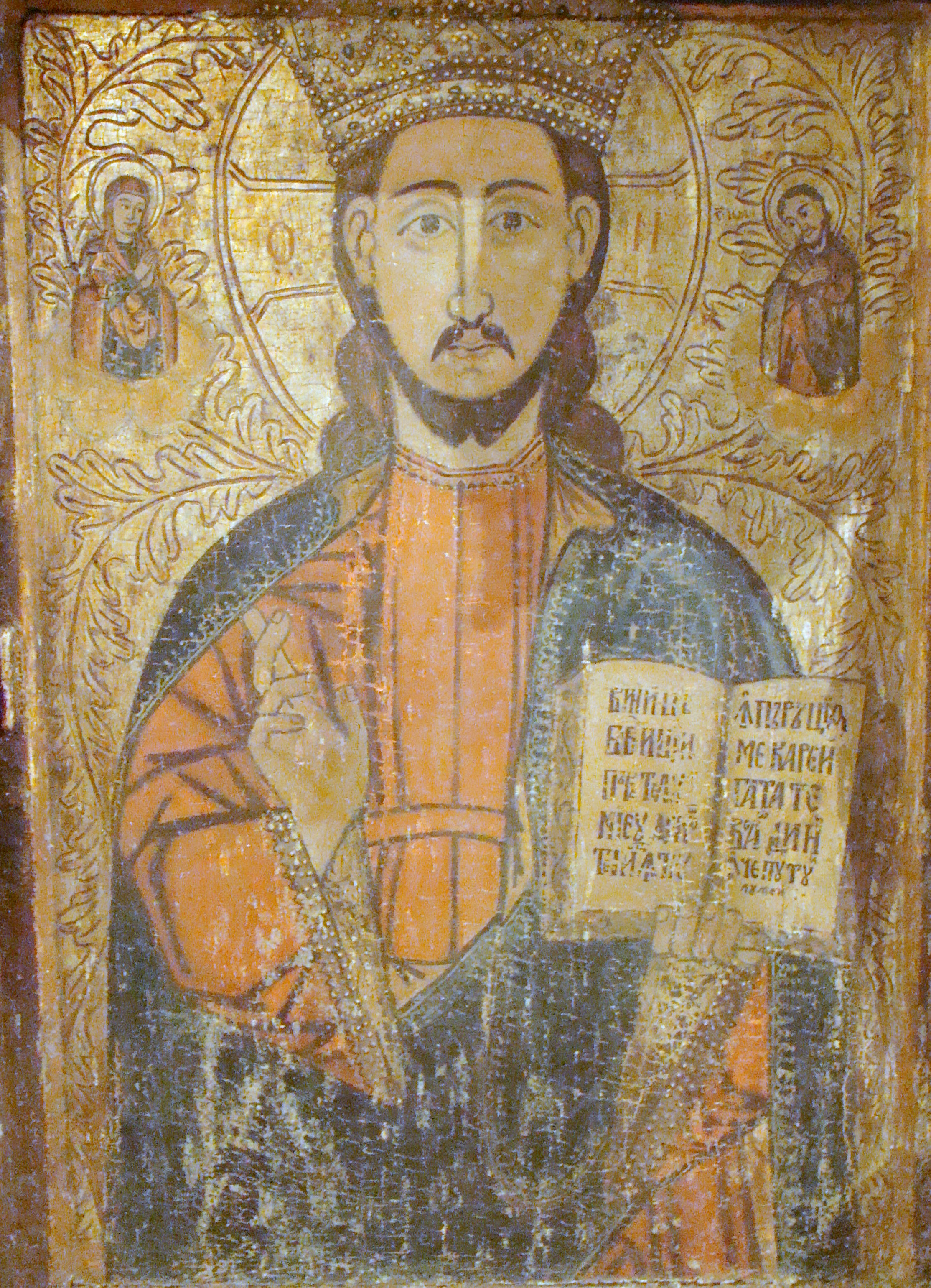
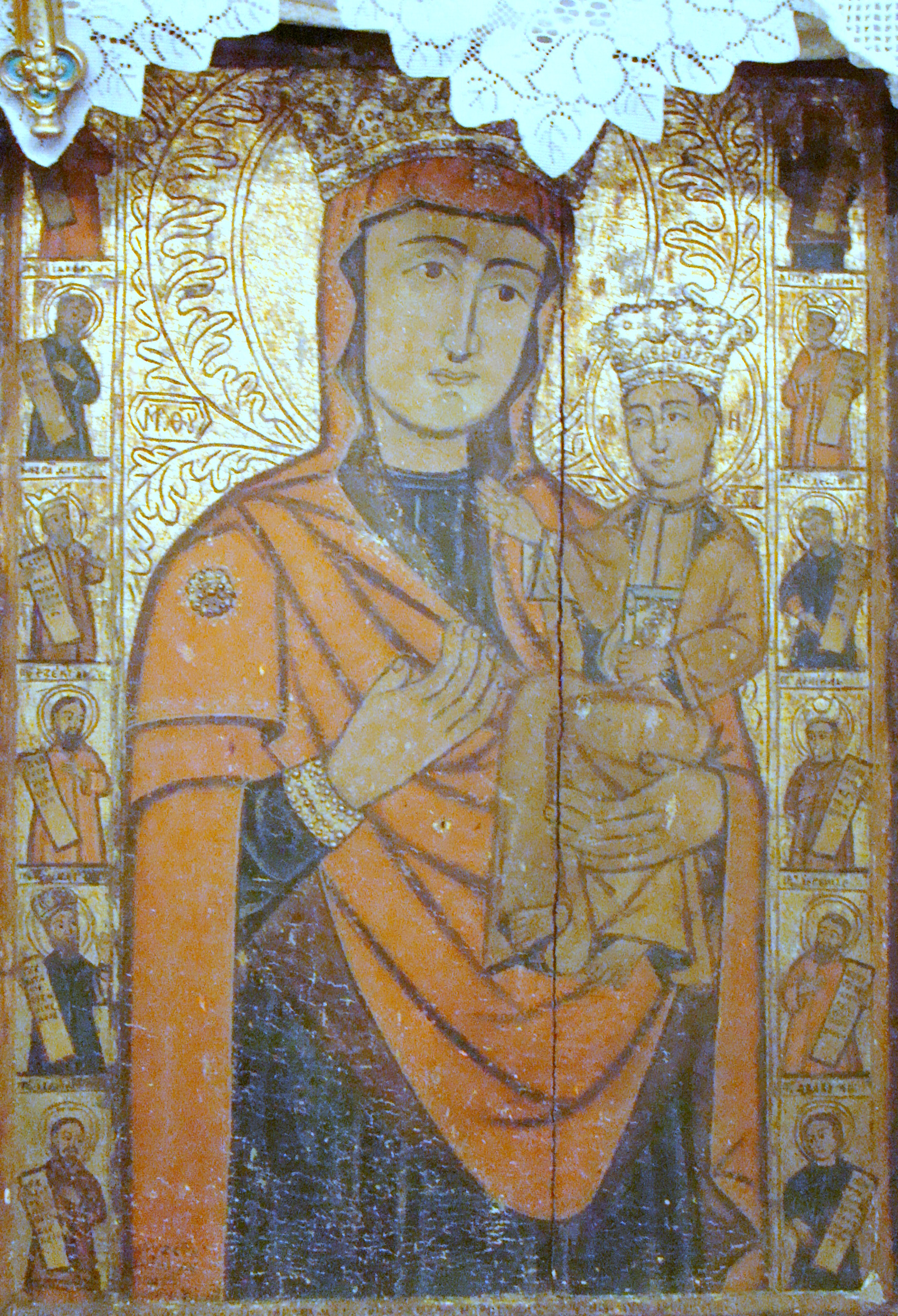
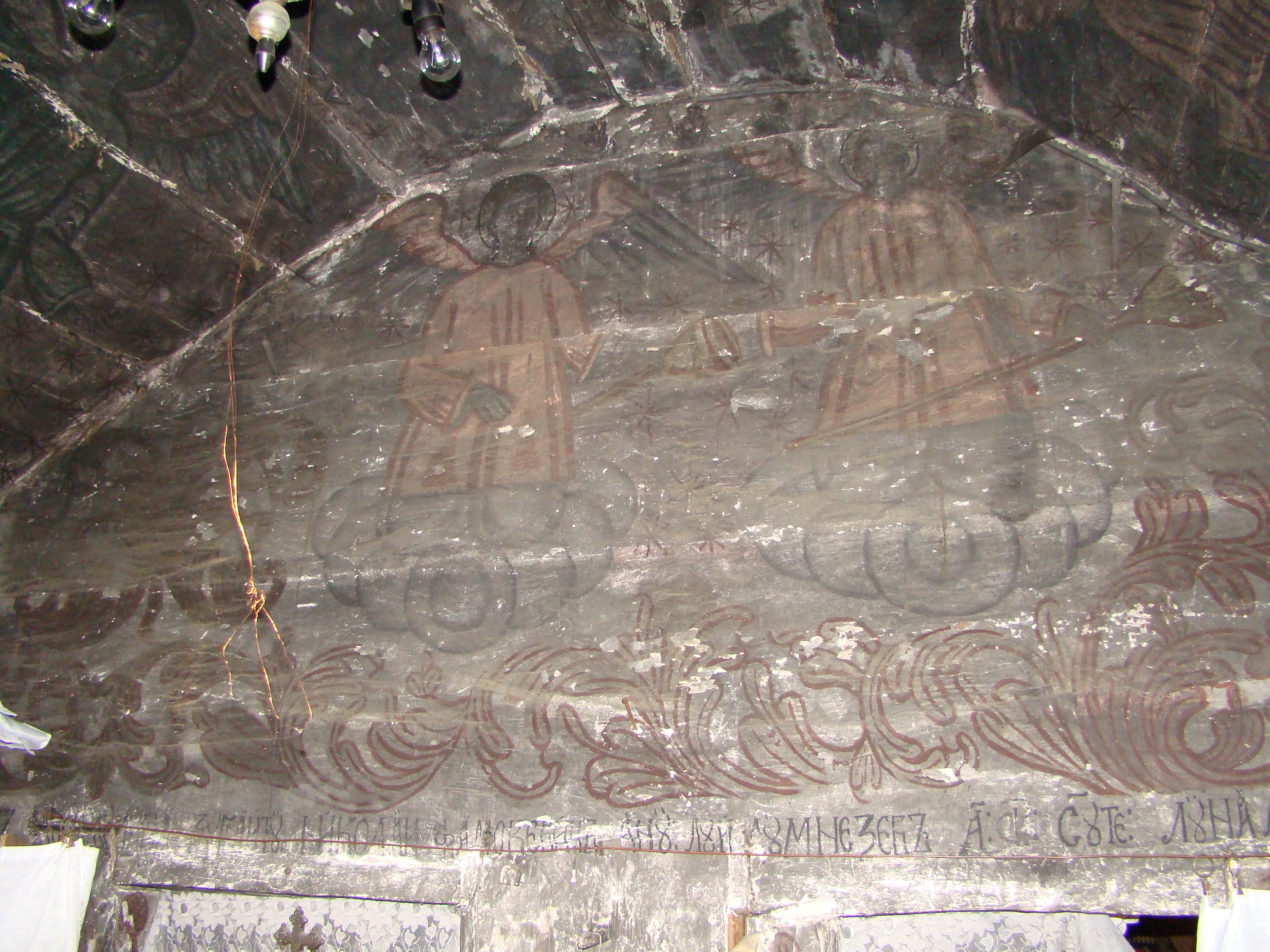
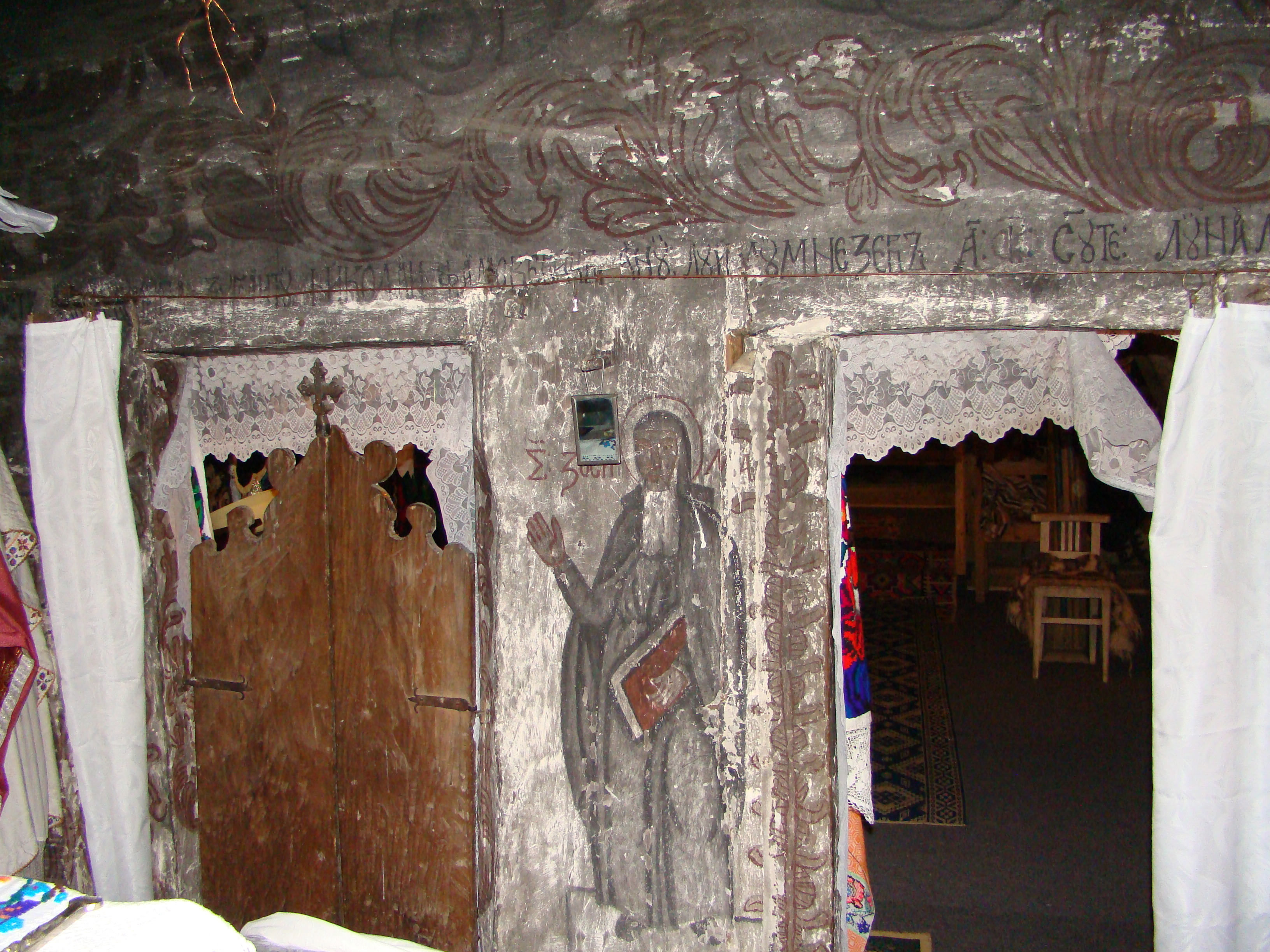
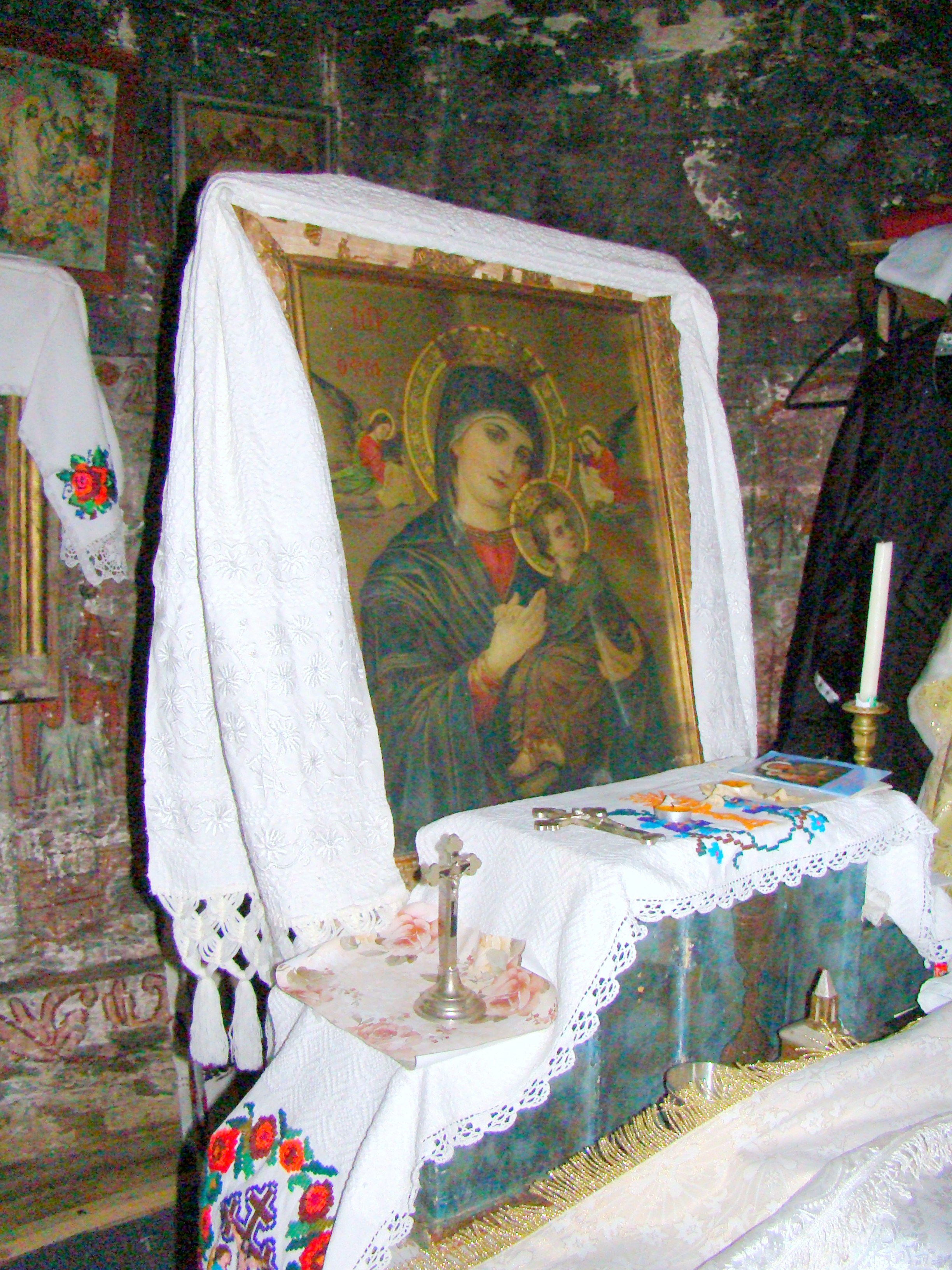
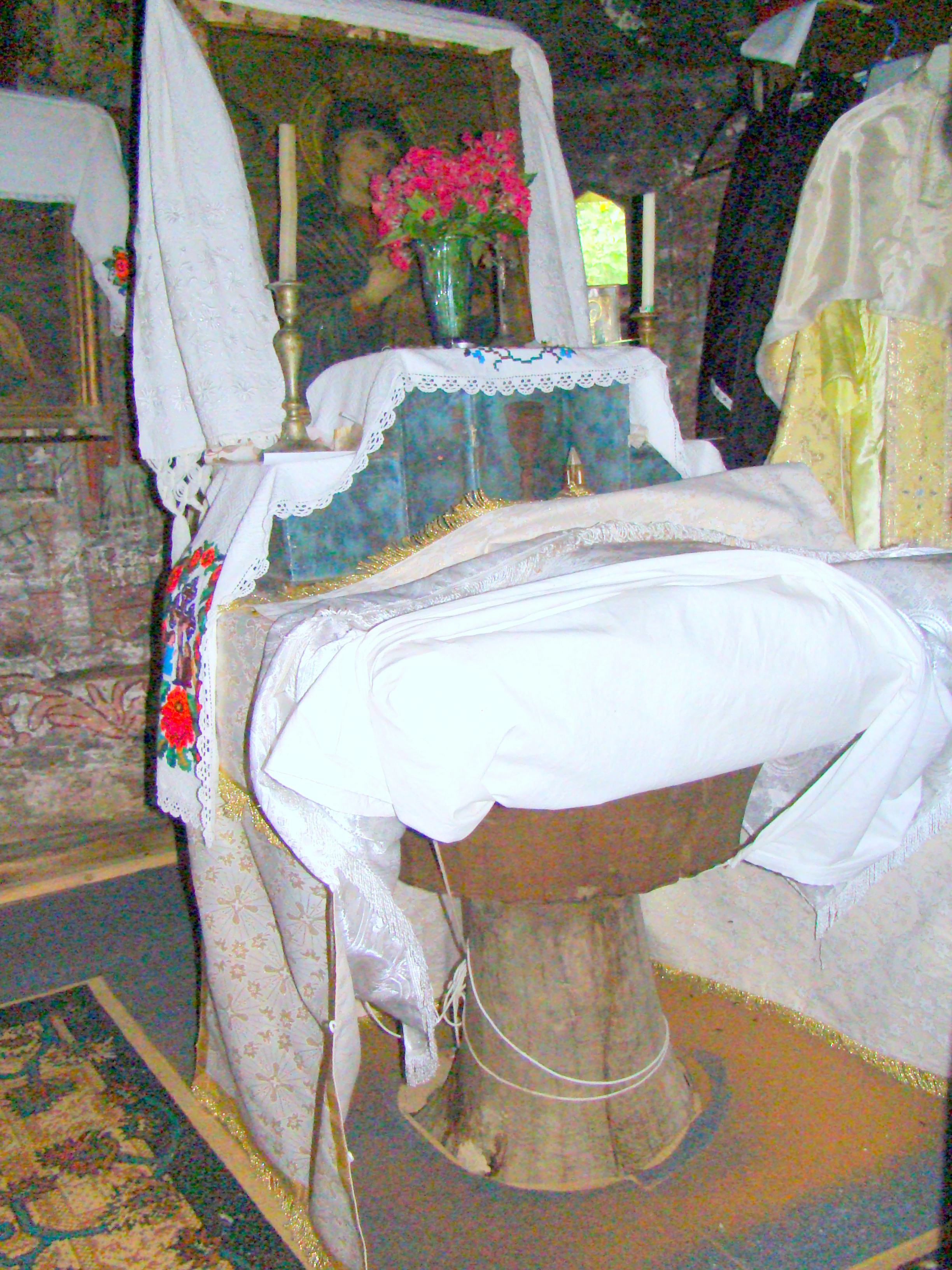
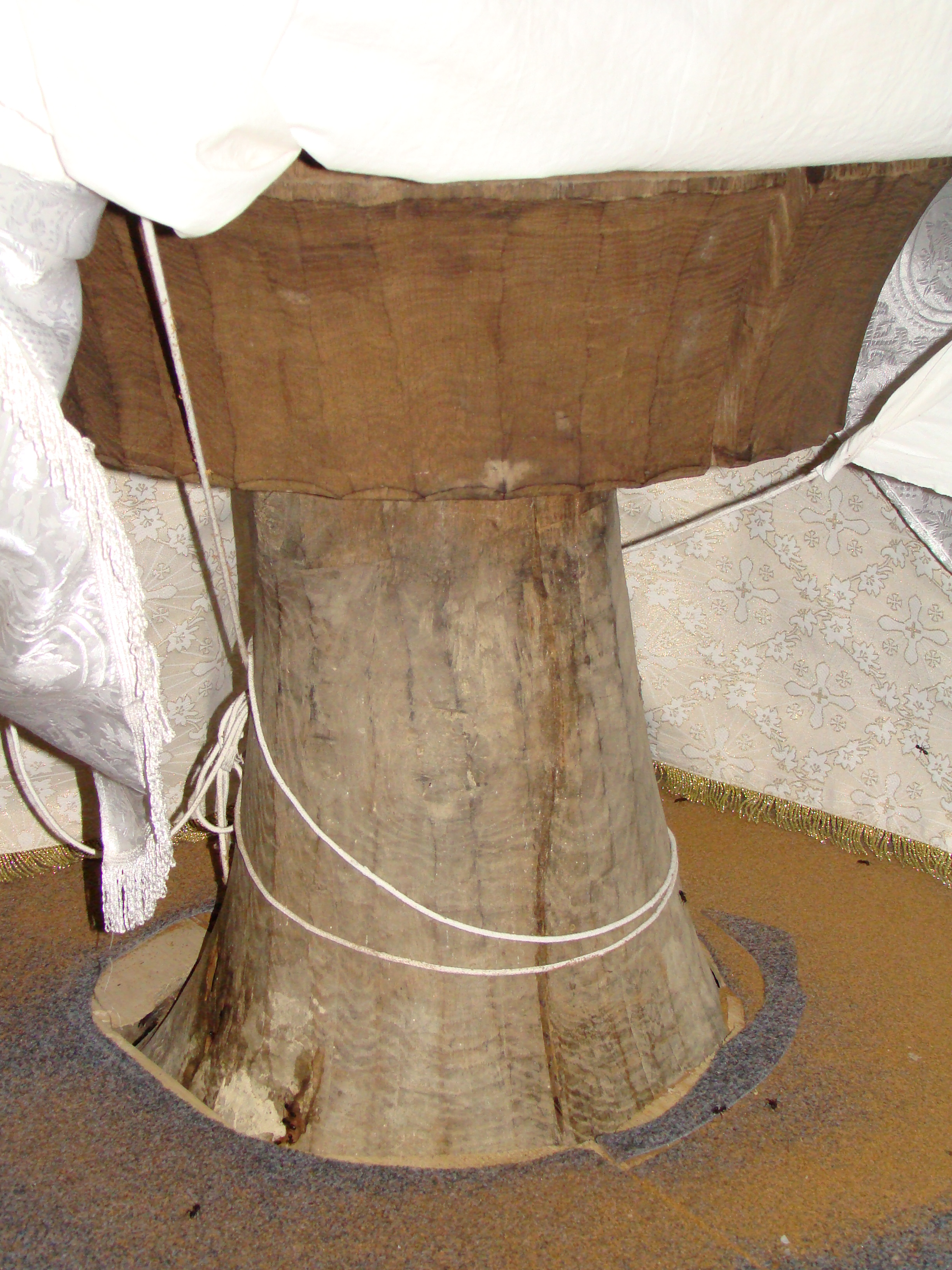
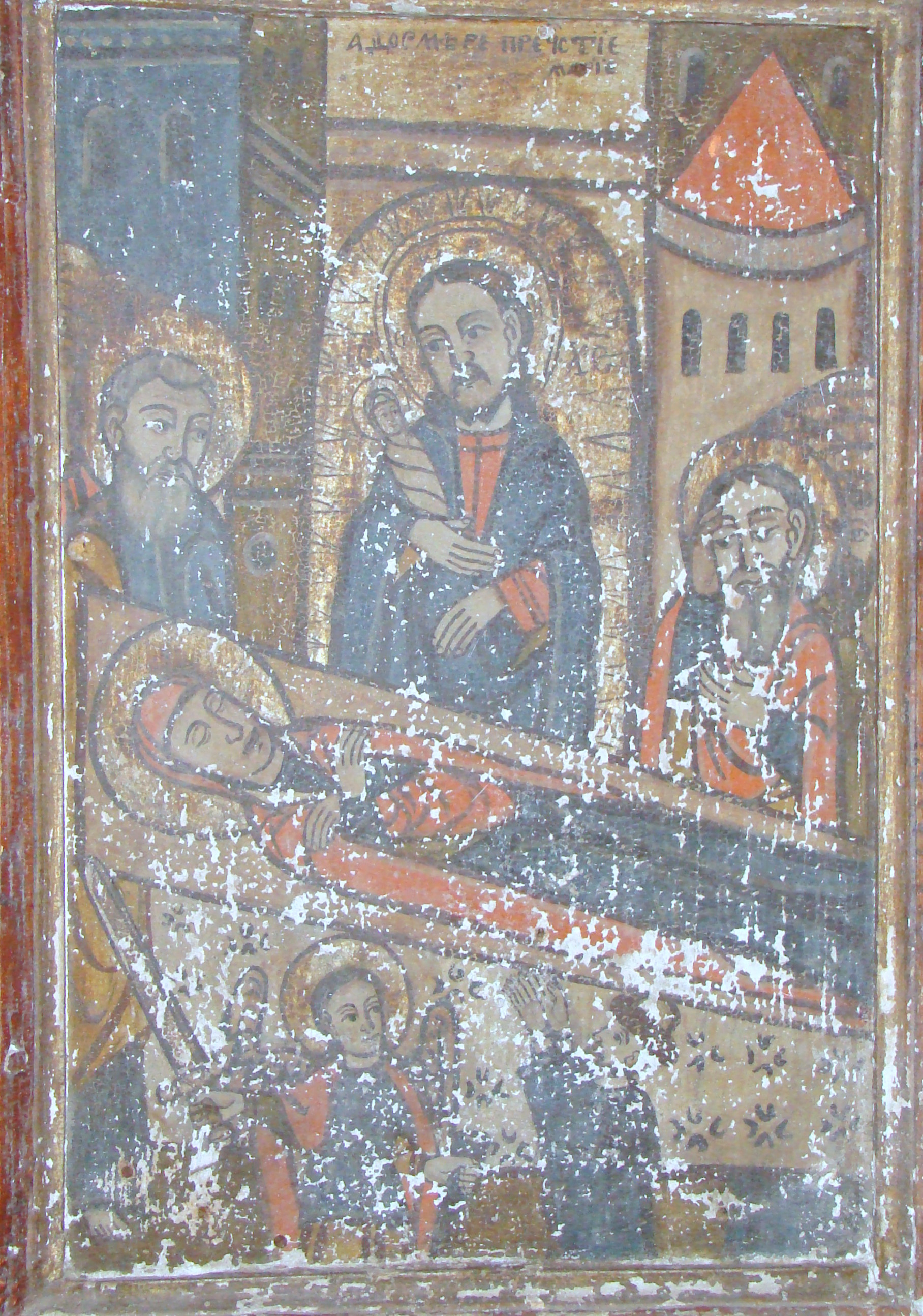
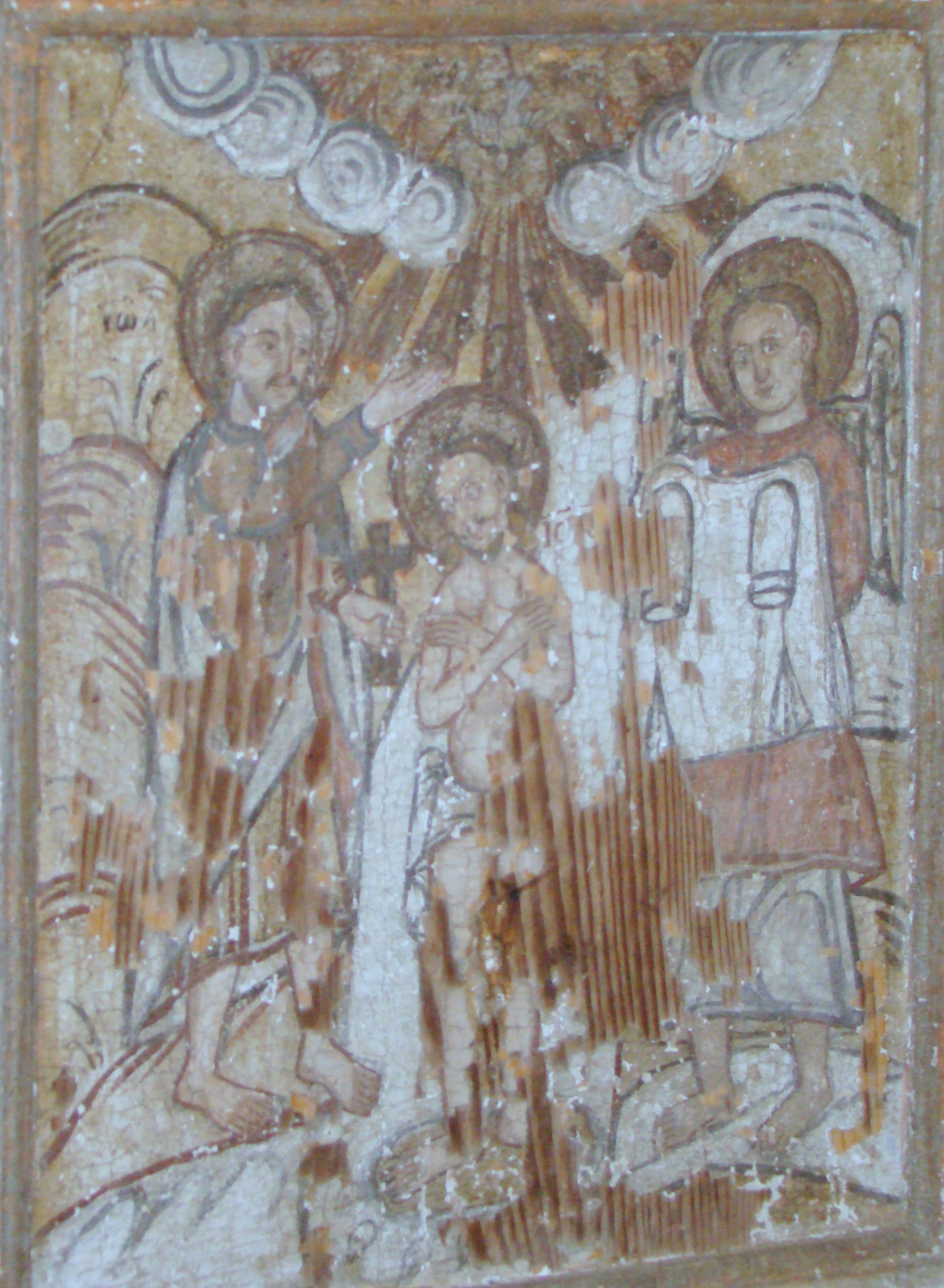
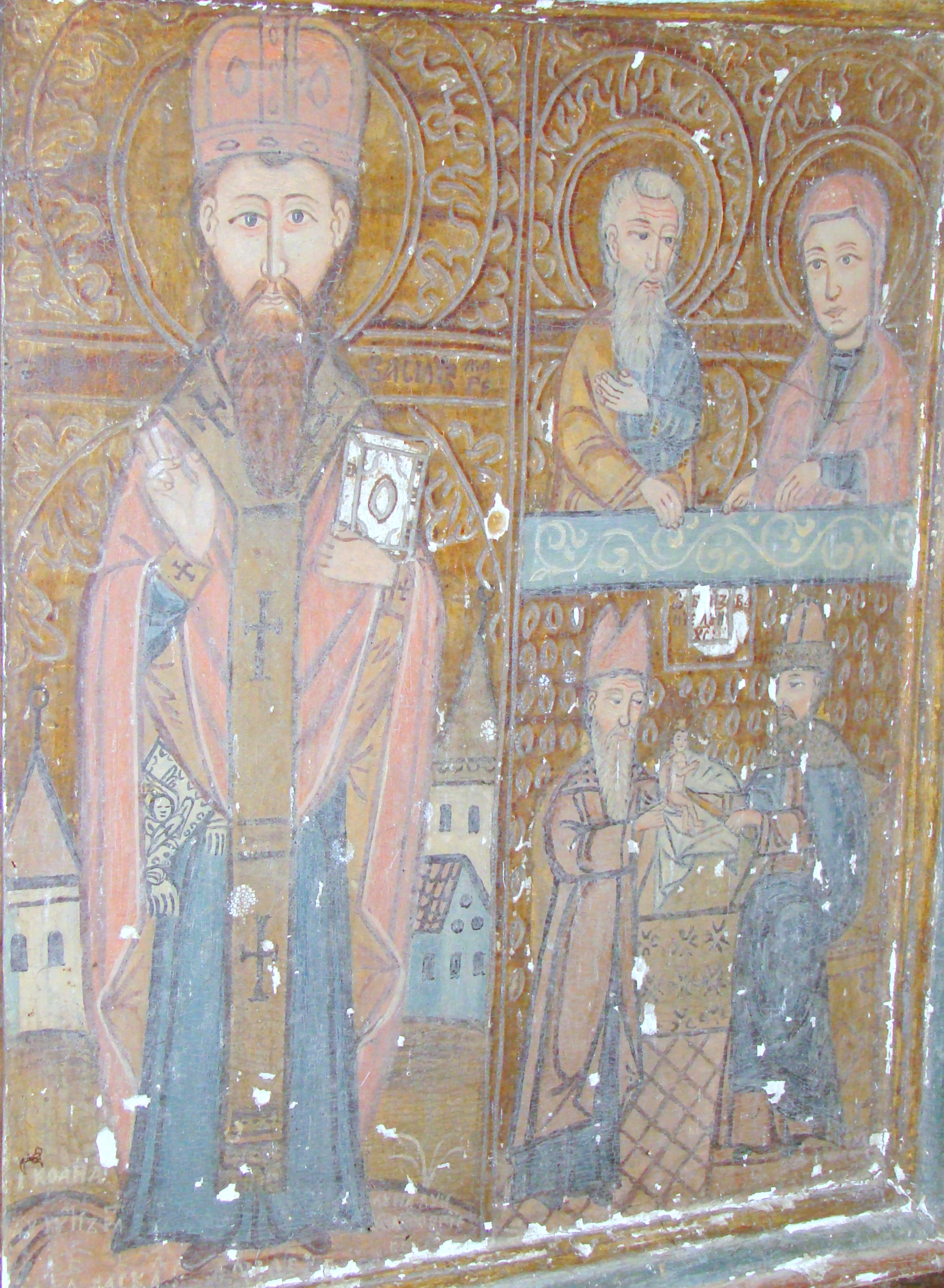
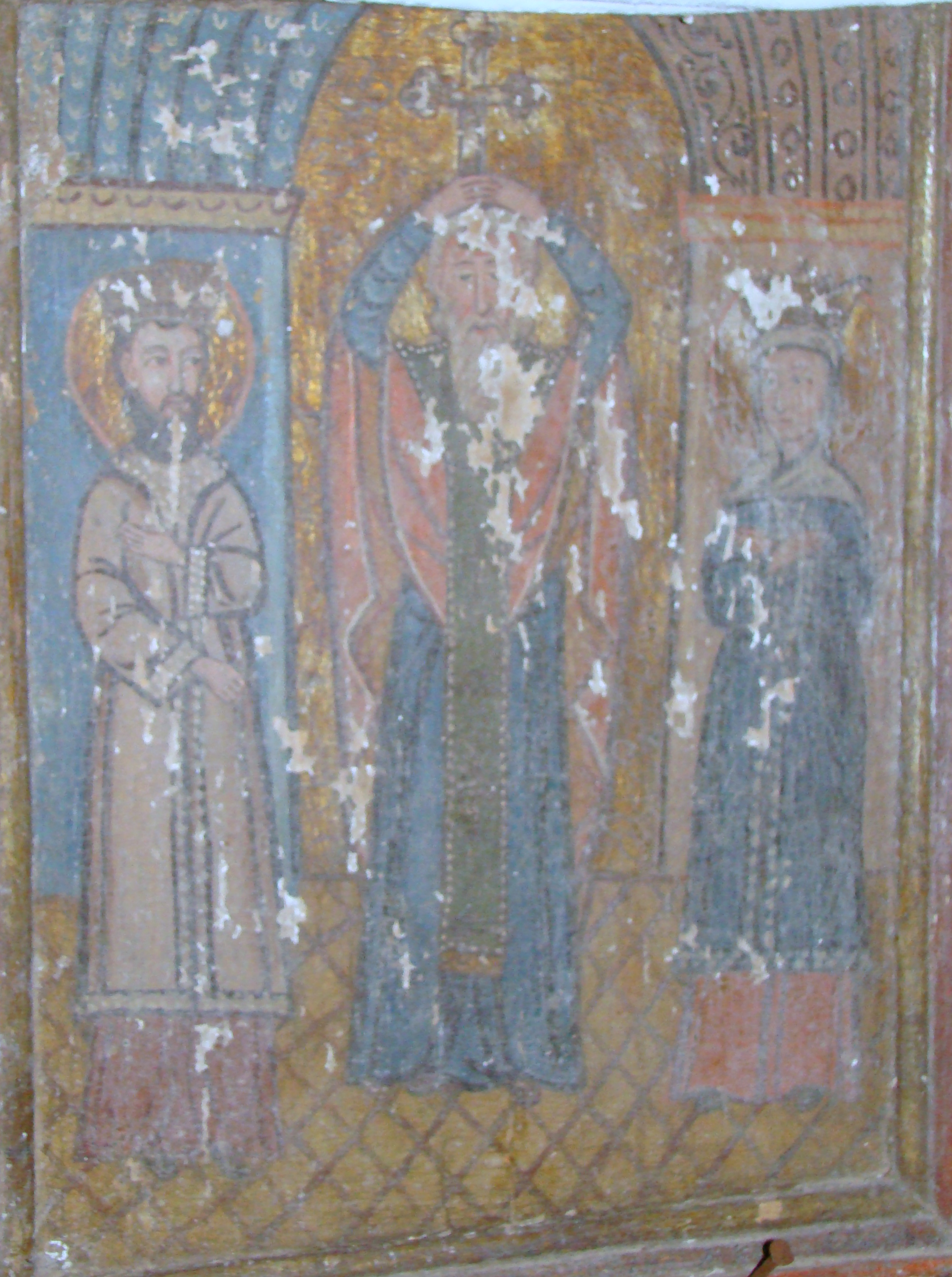
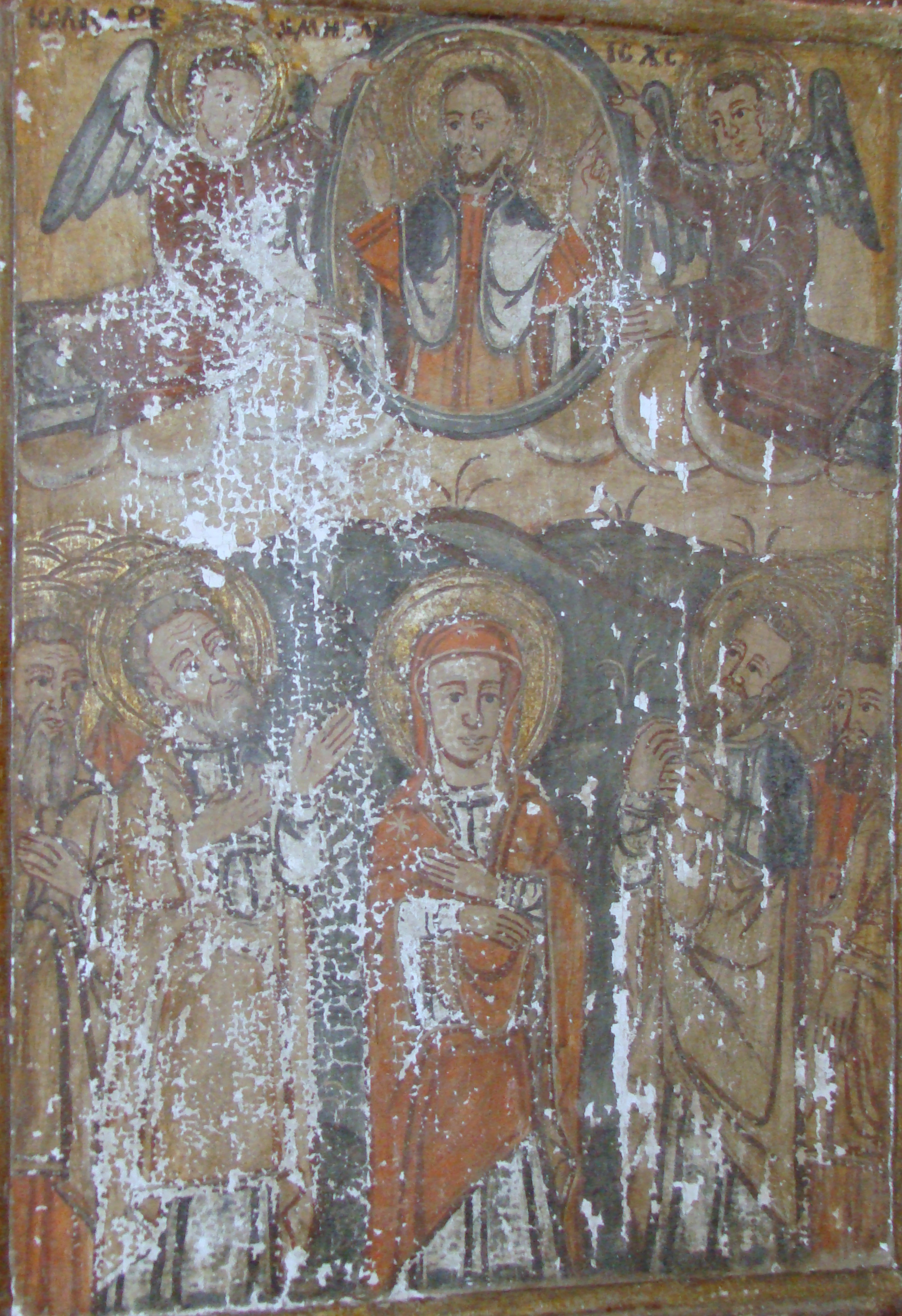
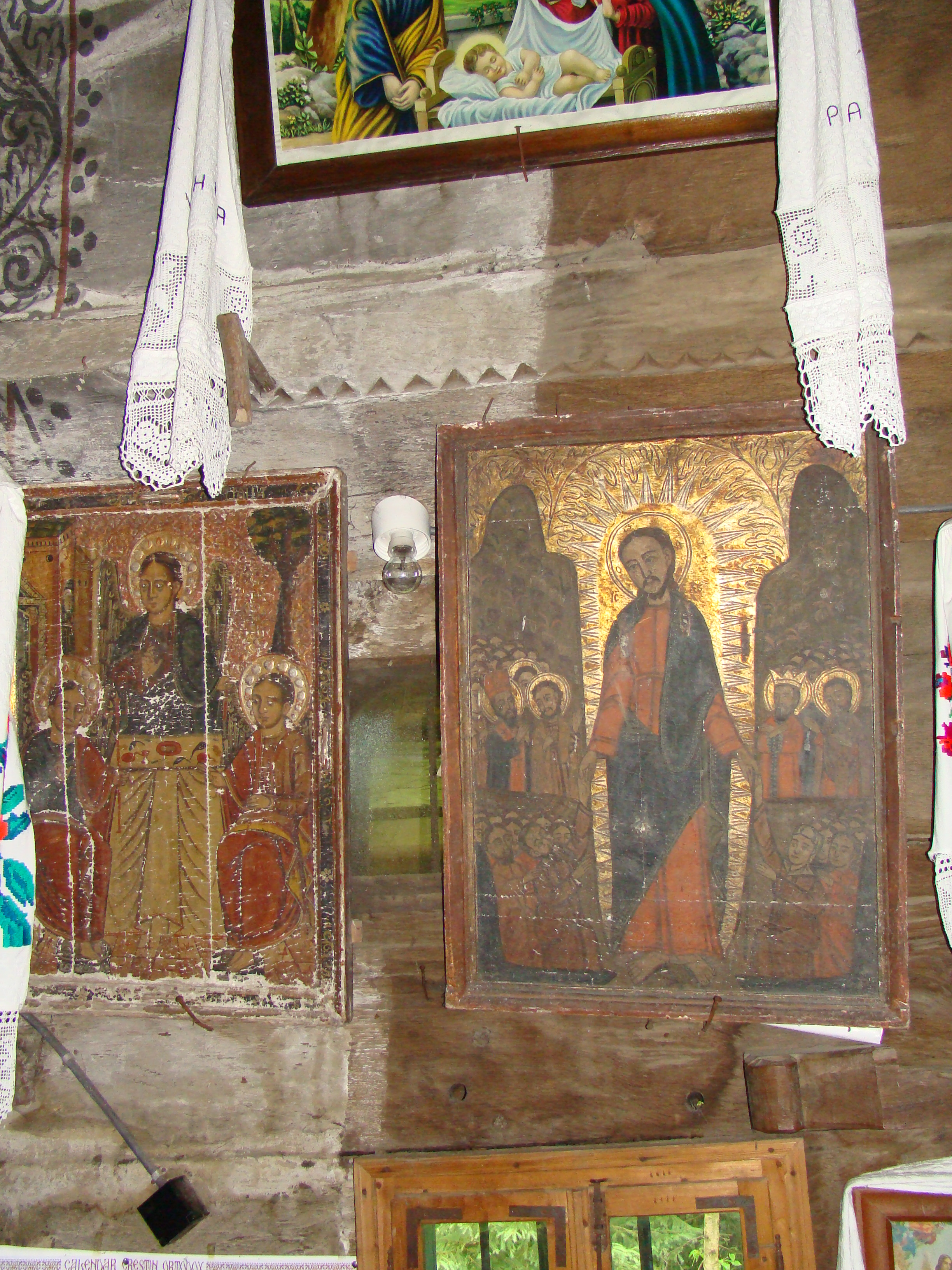
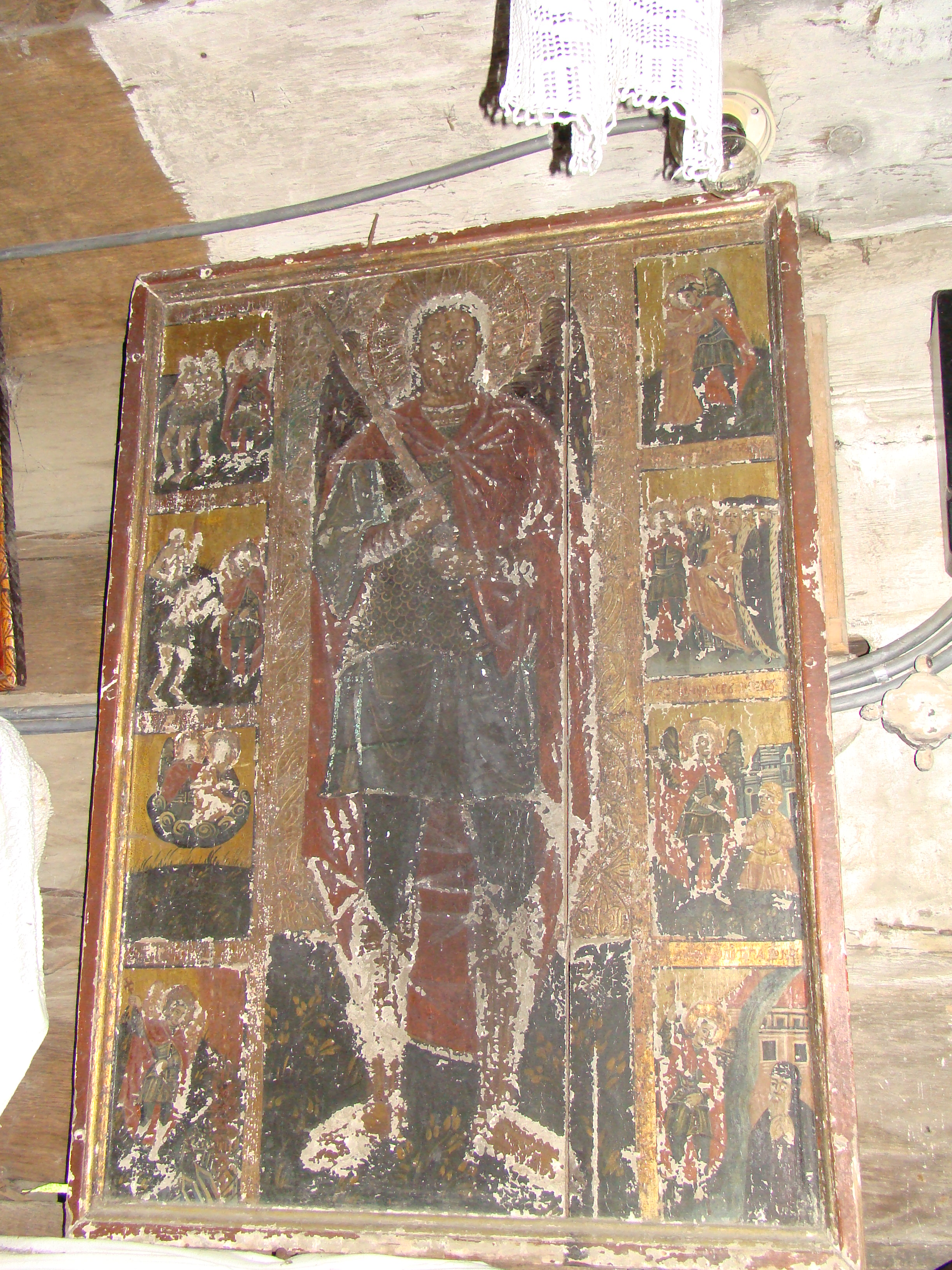
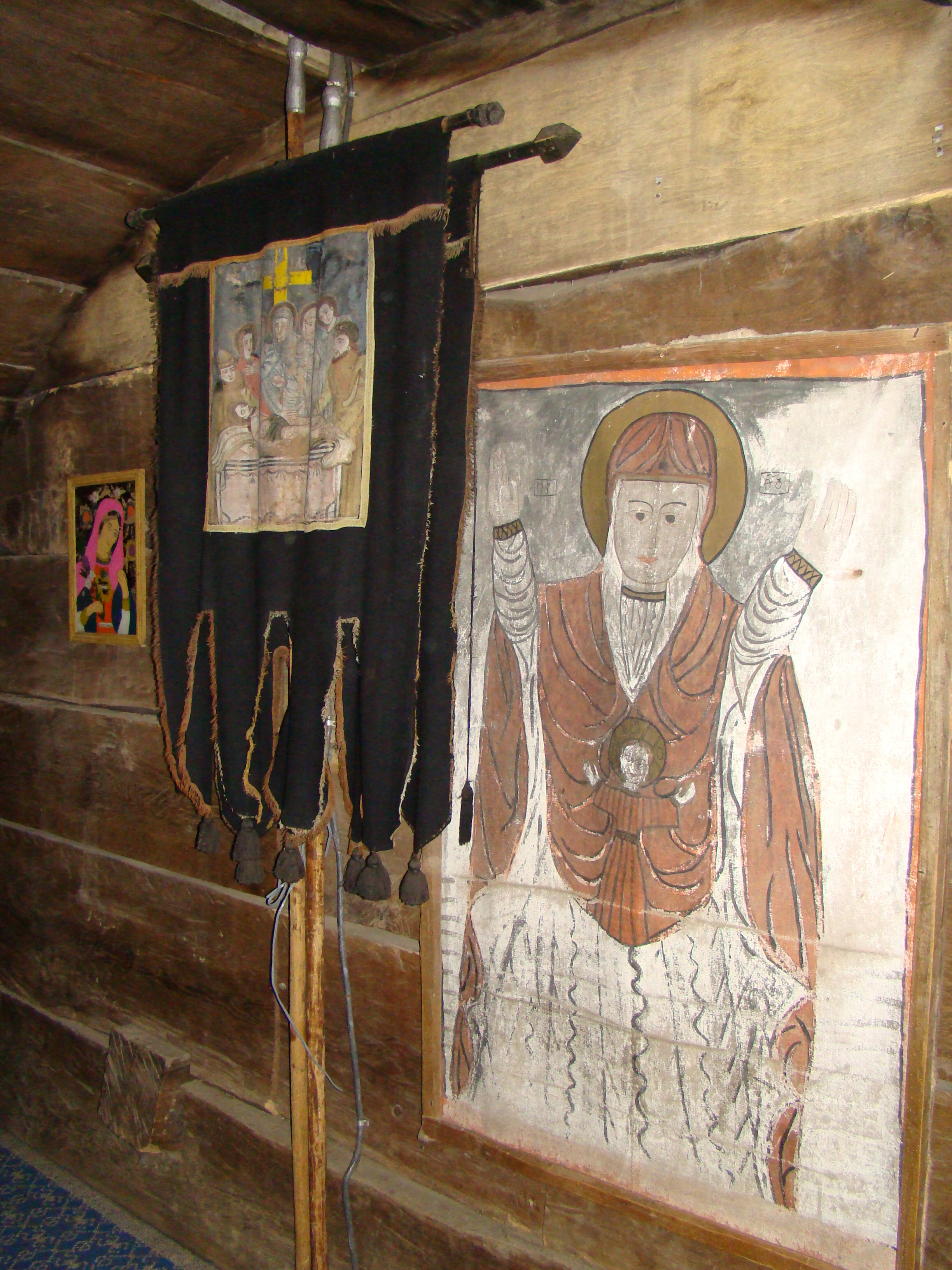
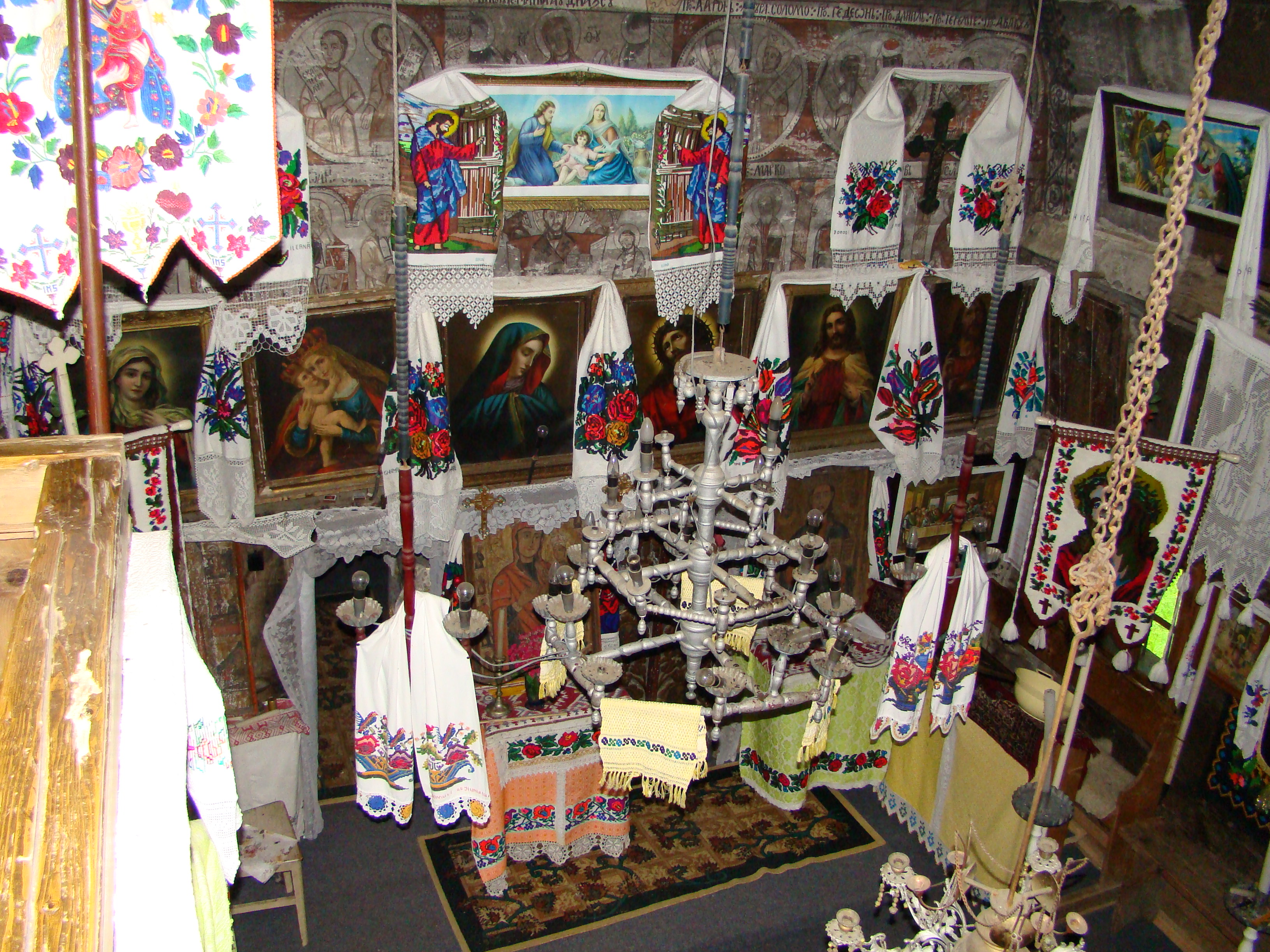
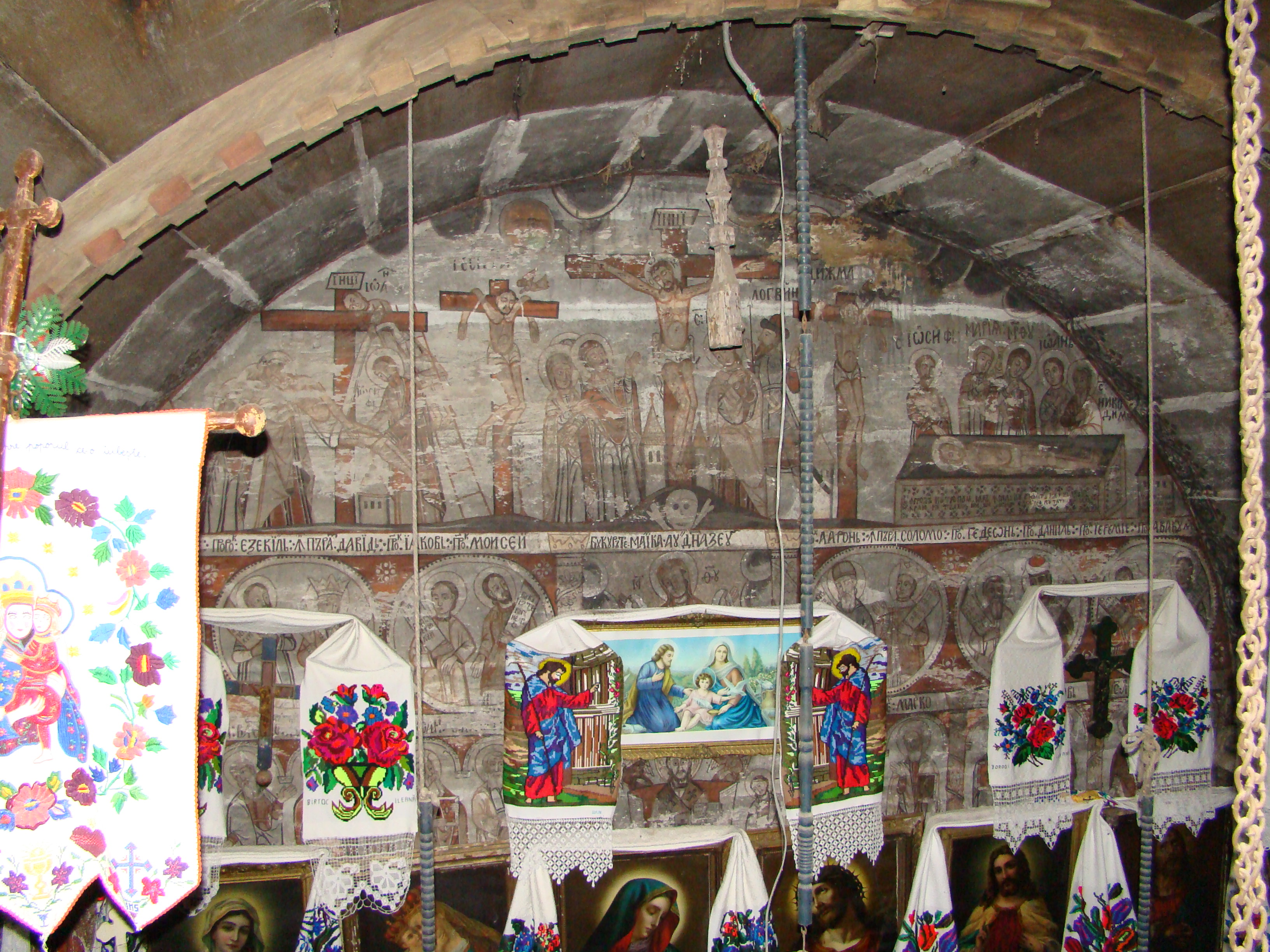
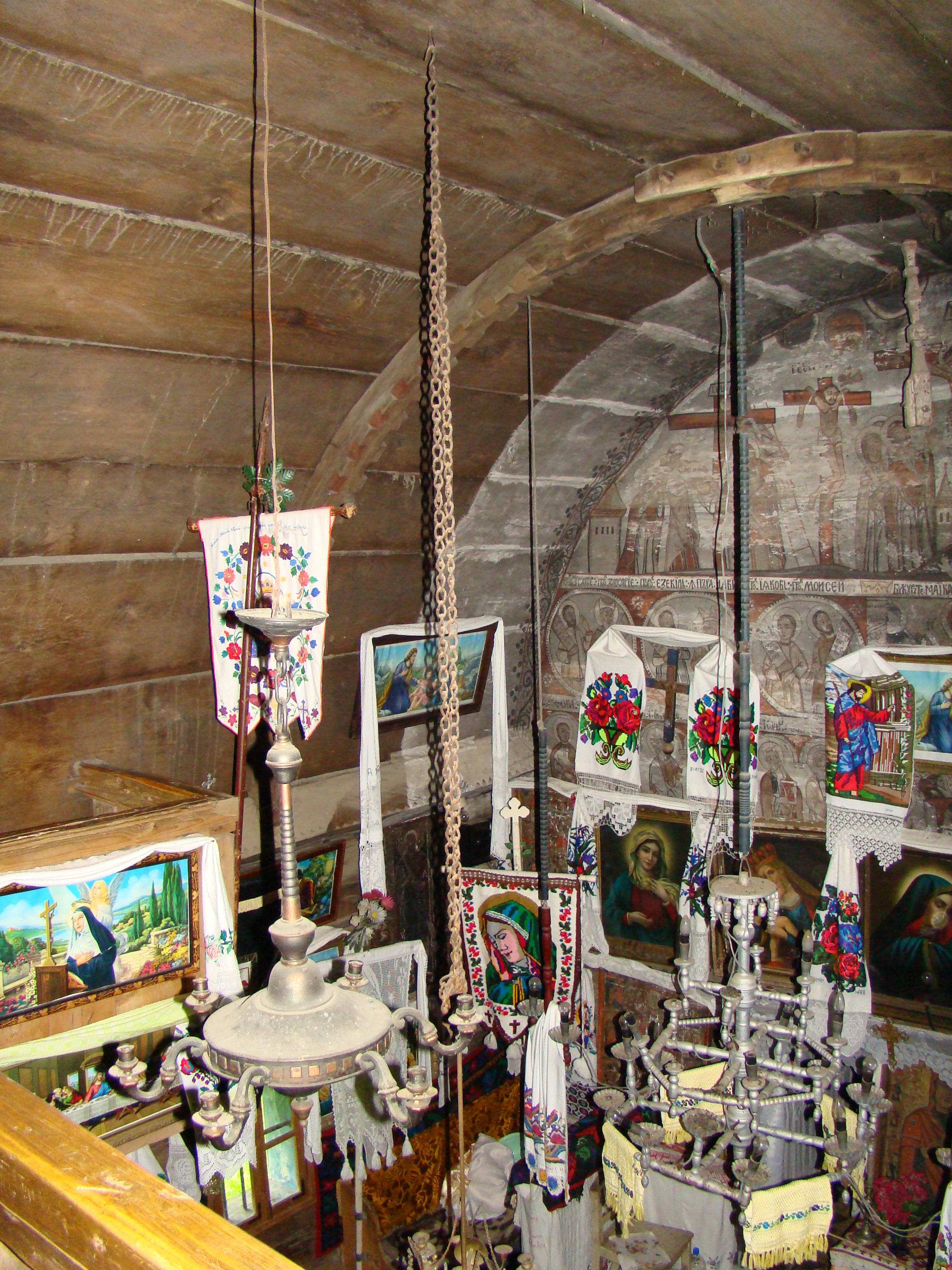
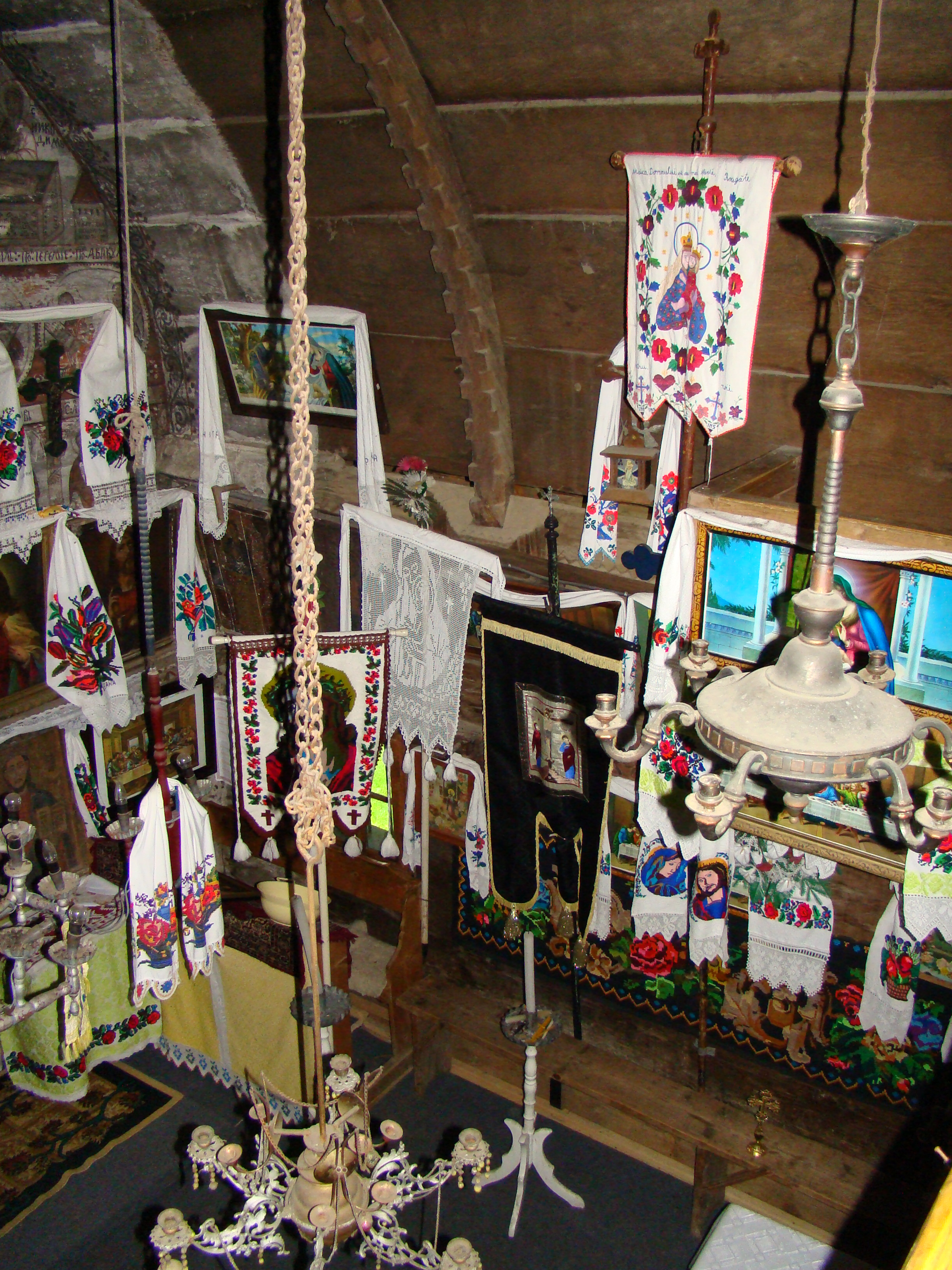
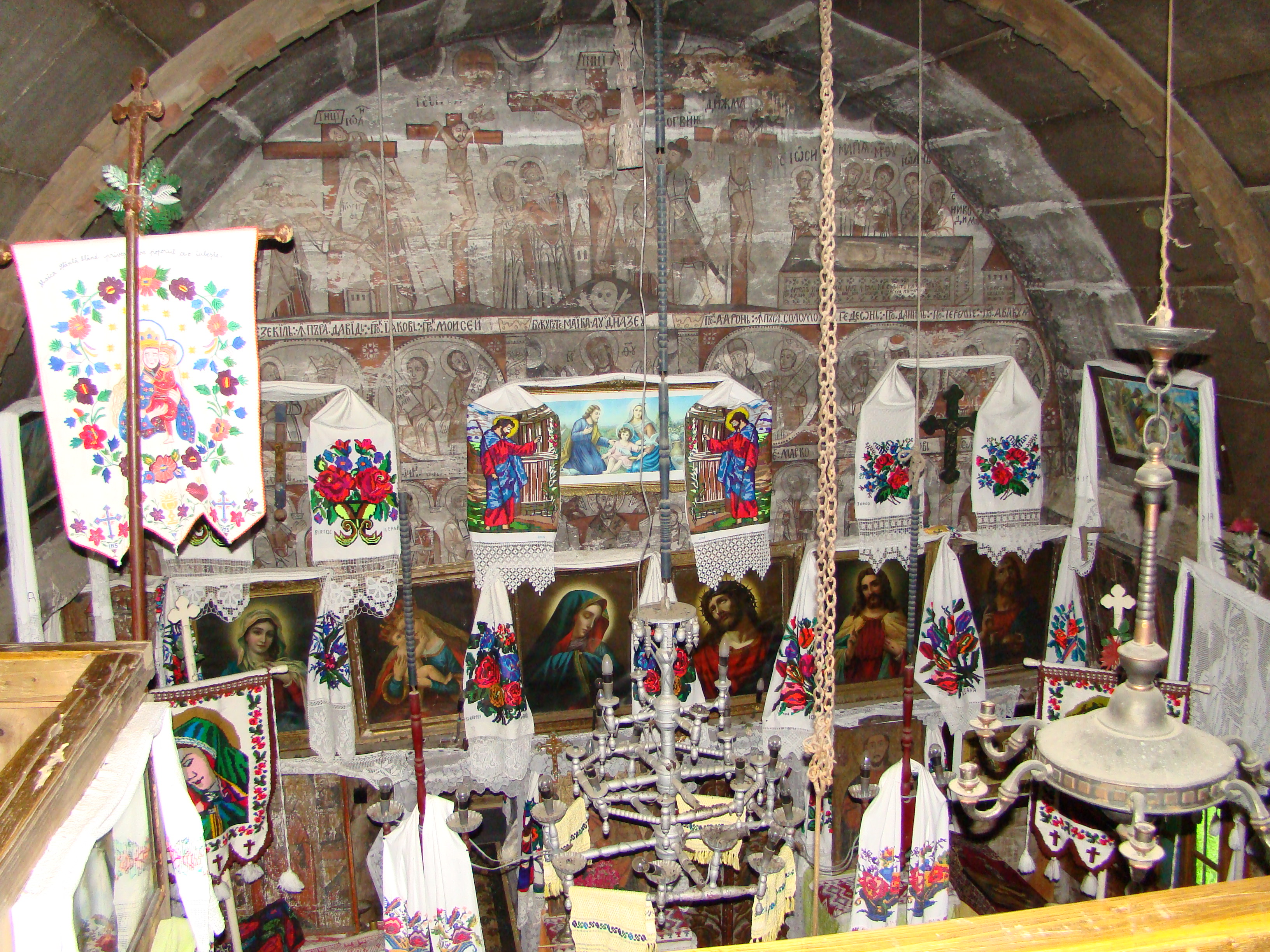
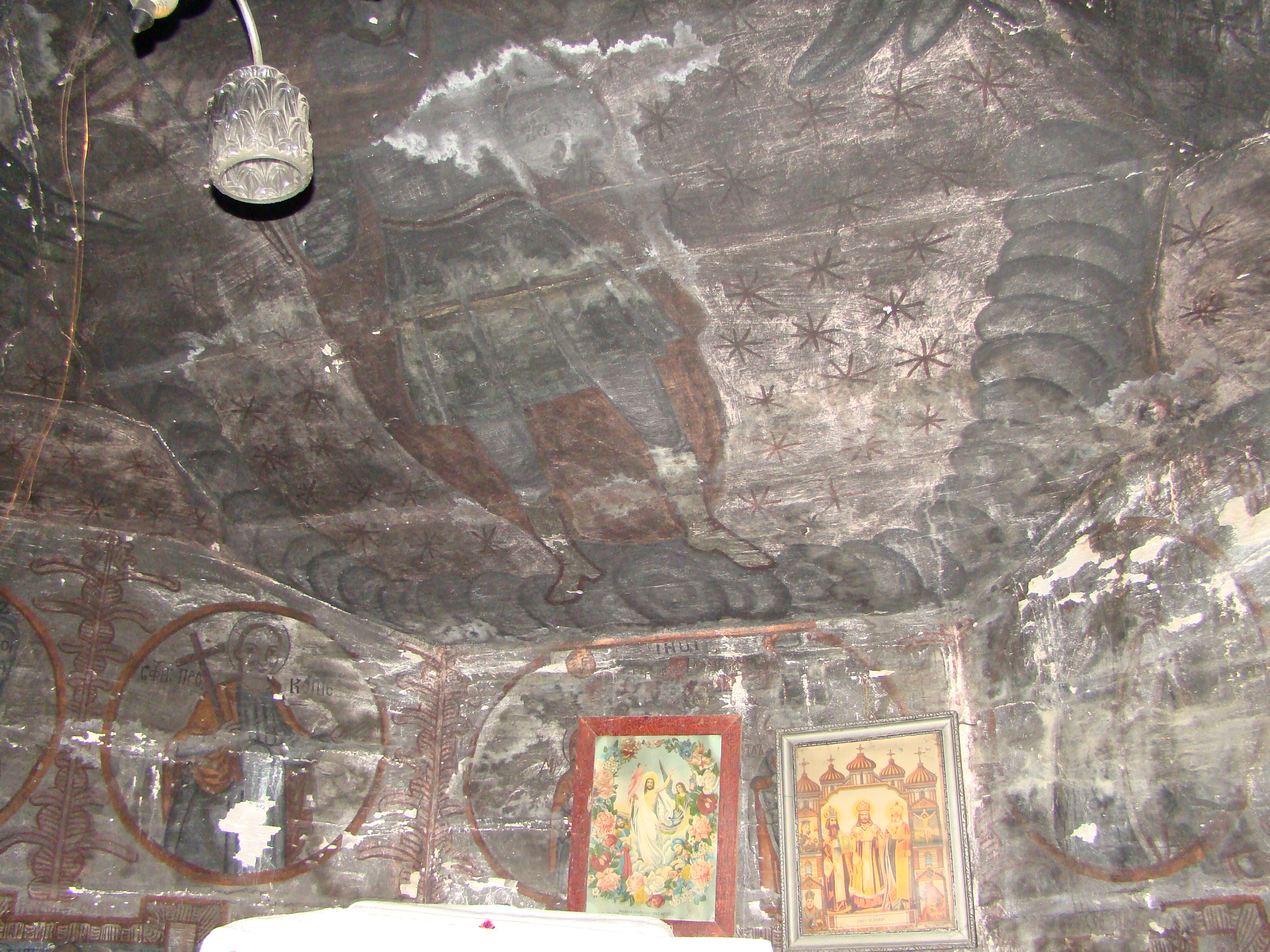
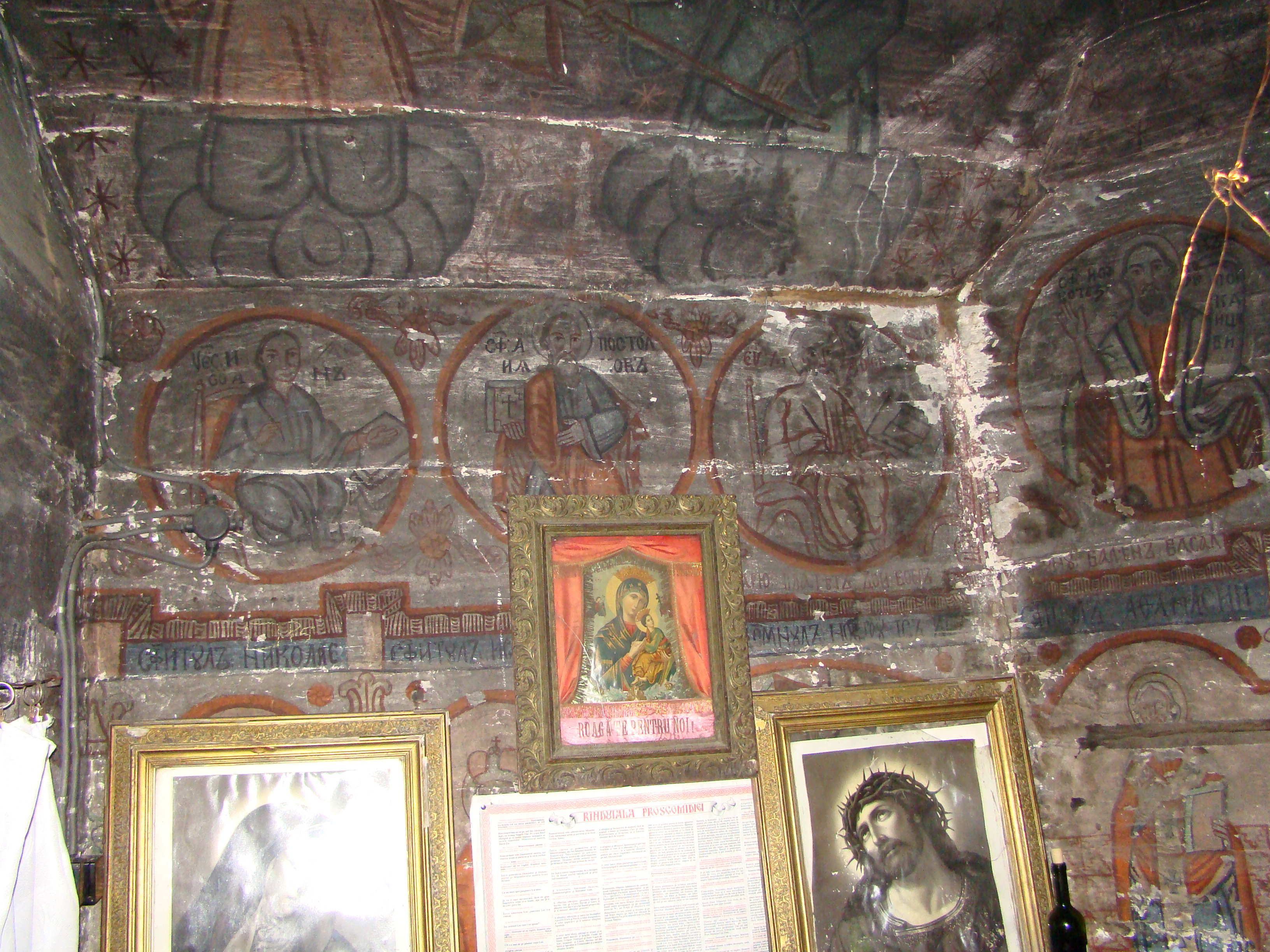
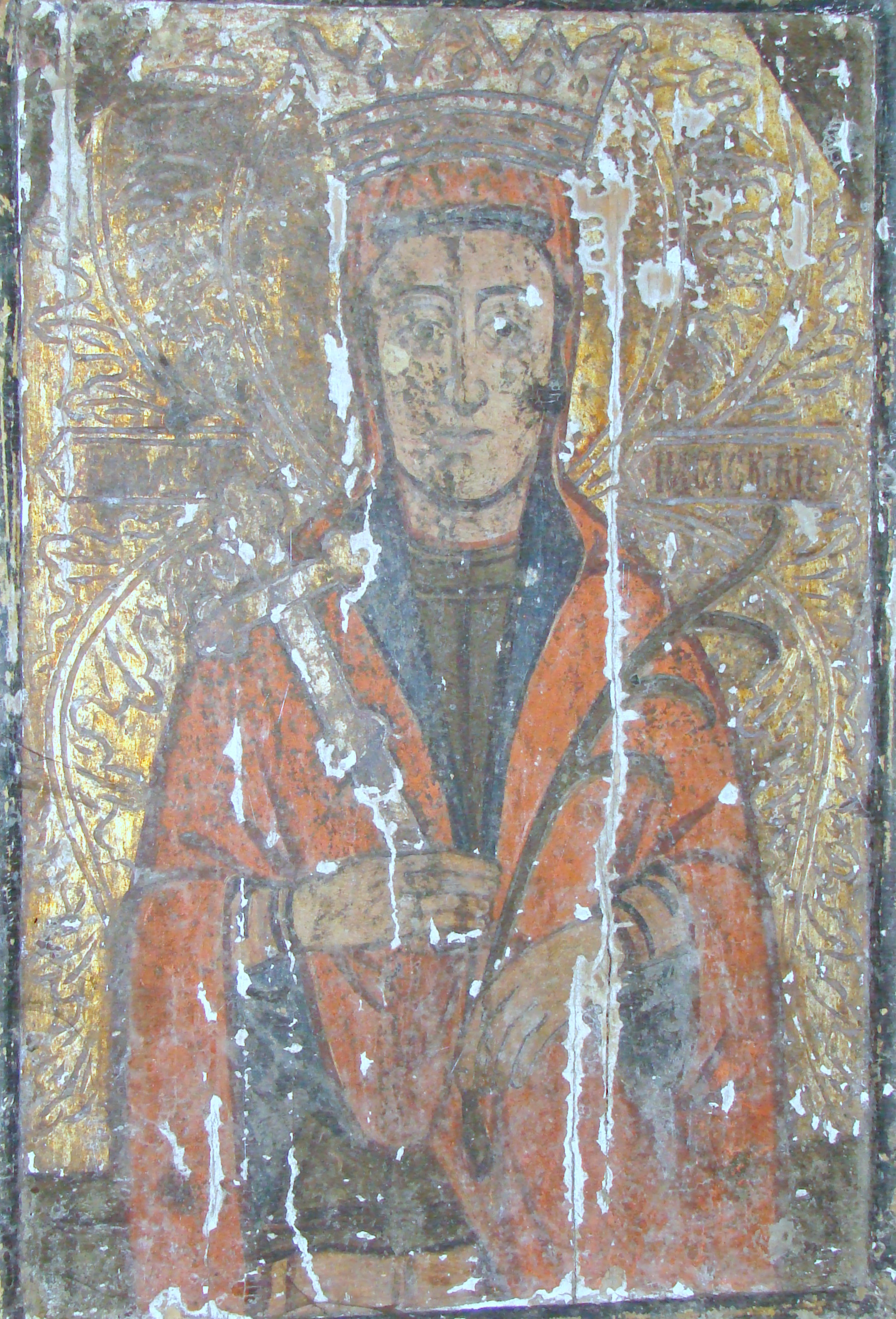

## Imagini din exterior 2009

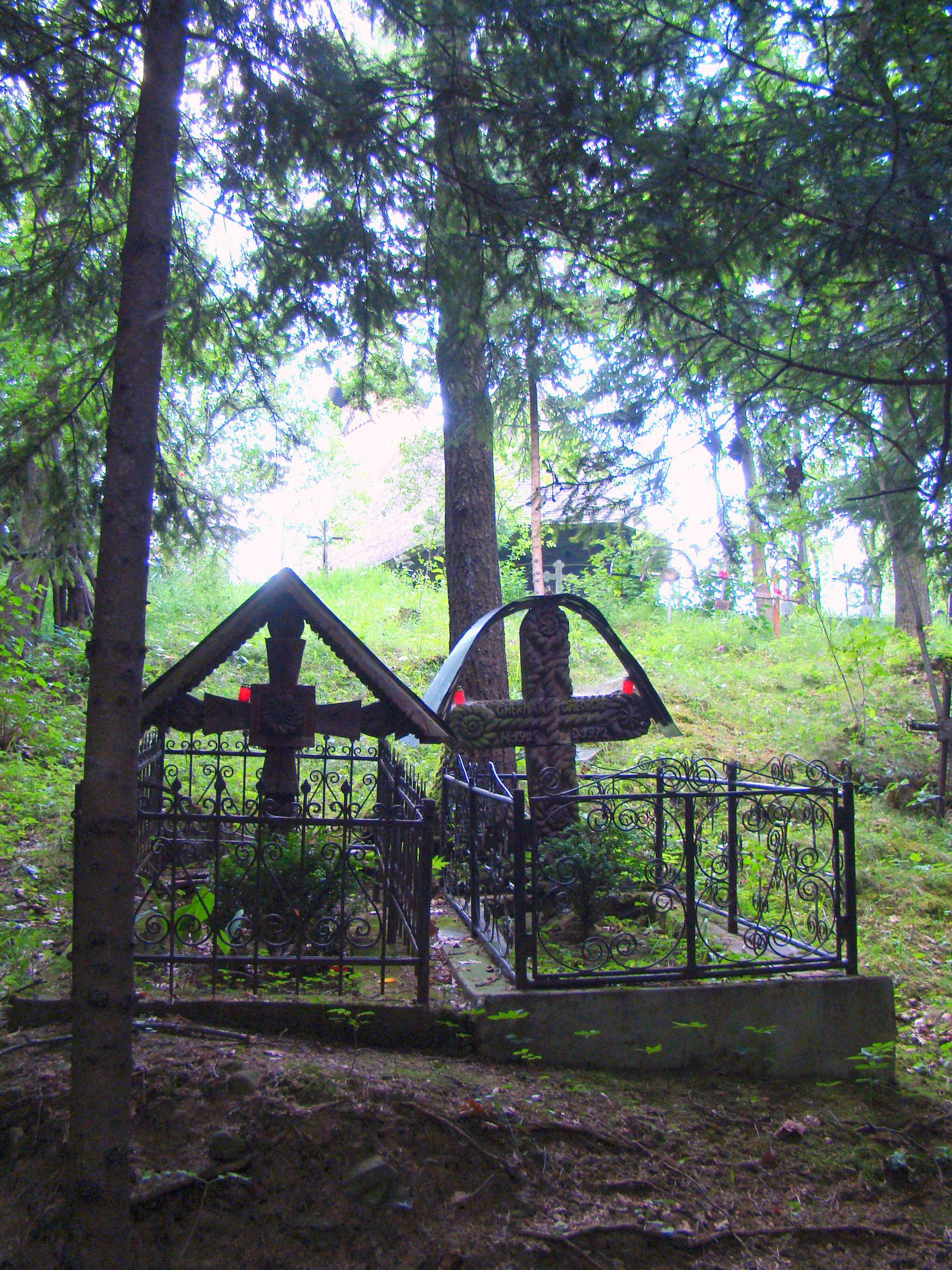
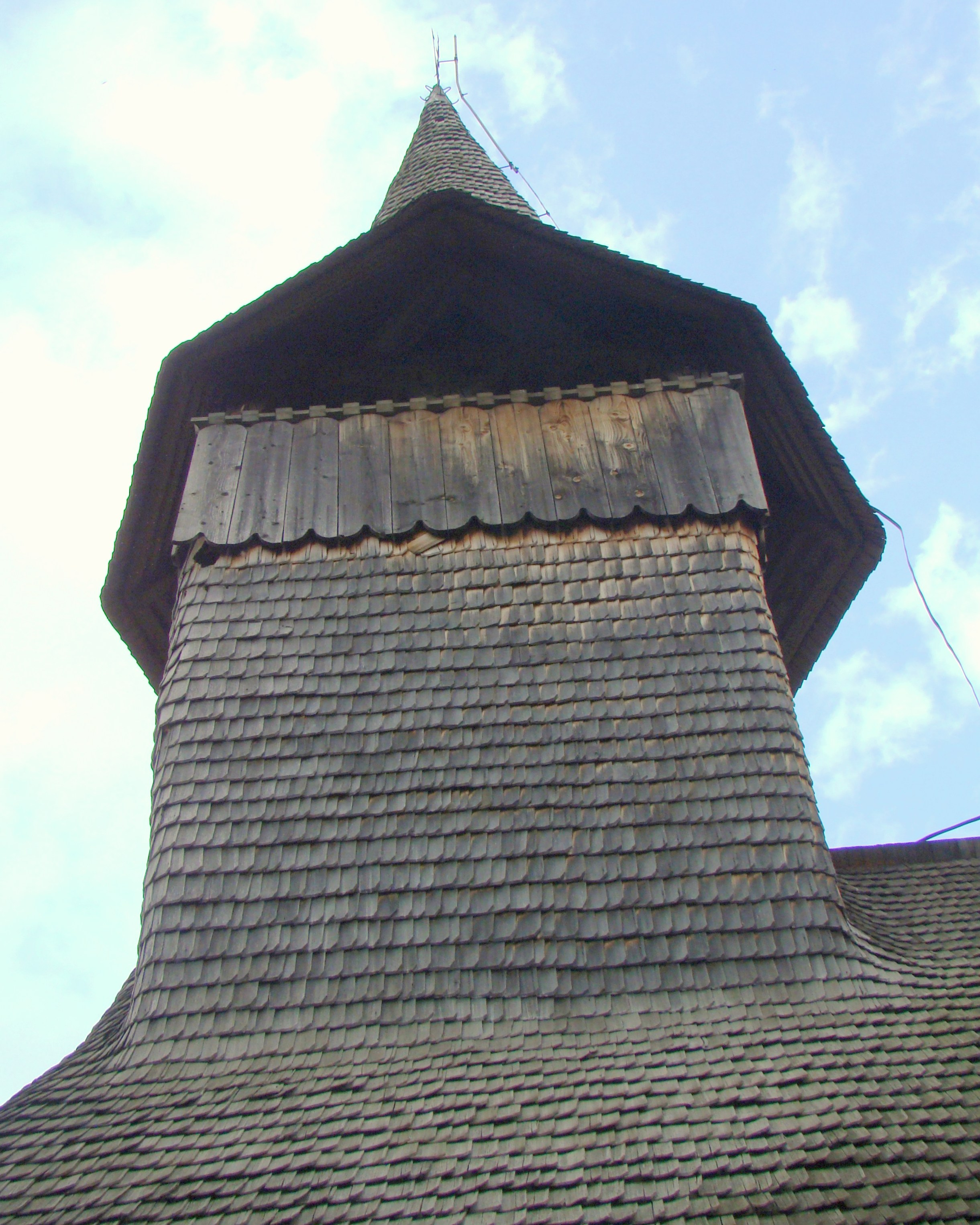
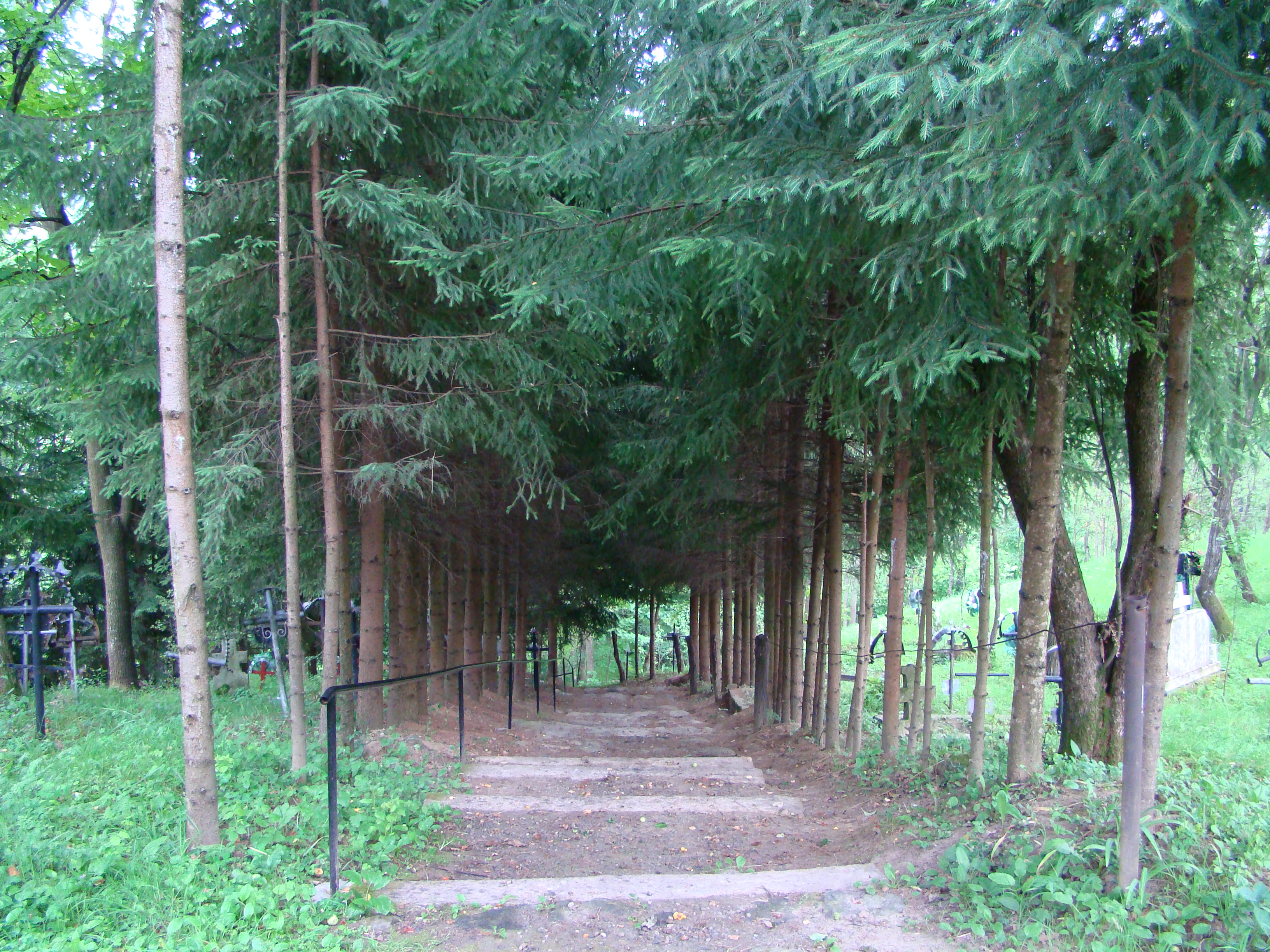
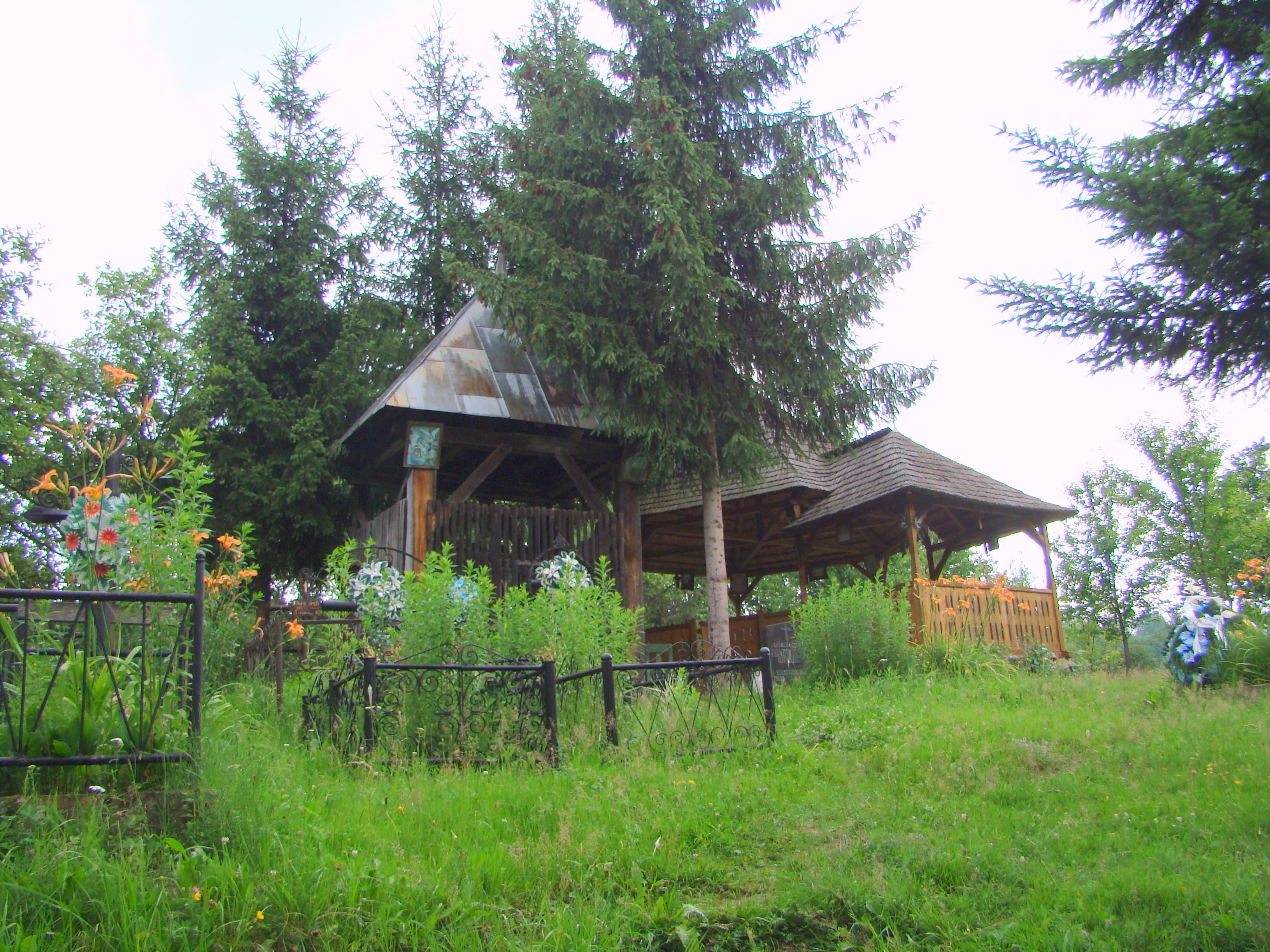
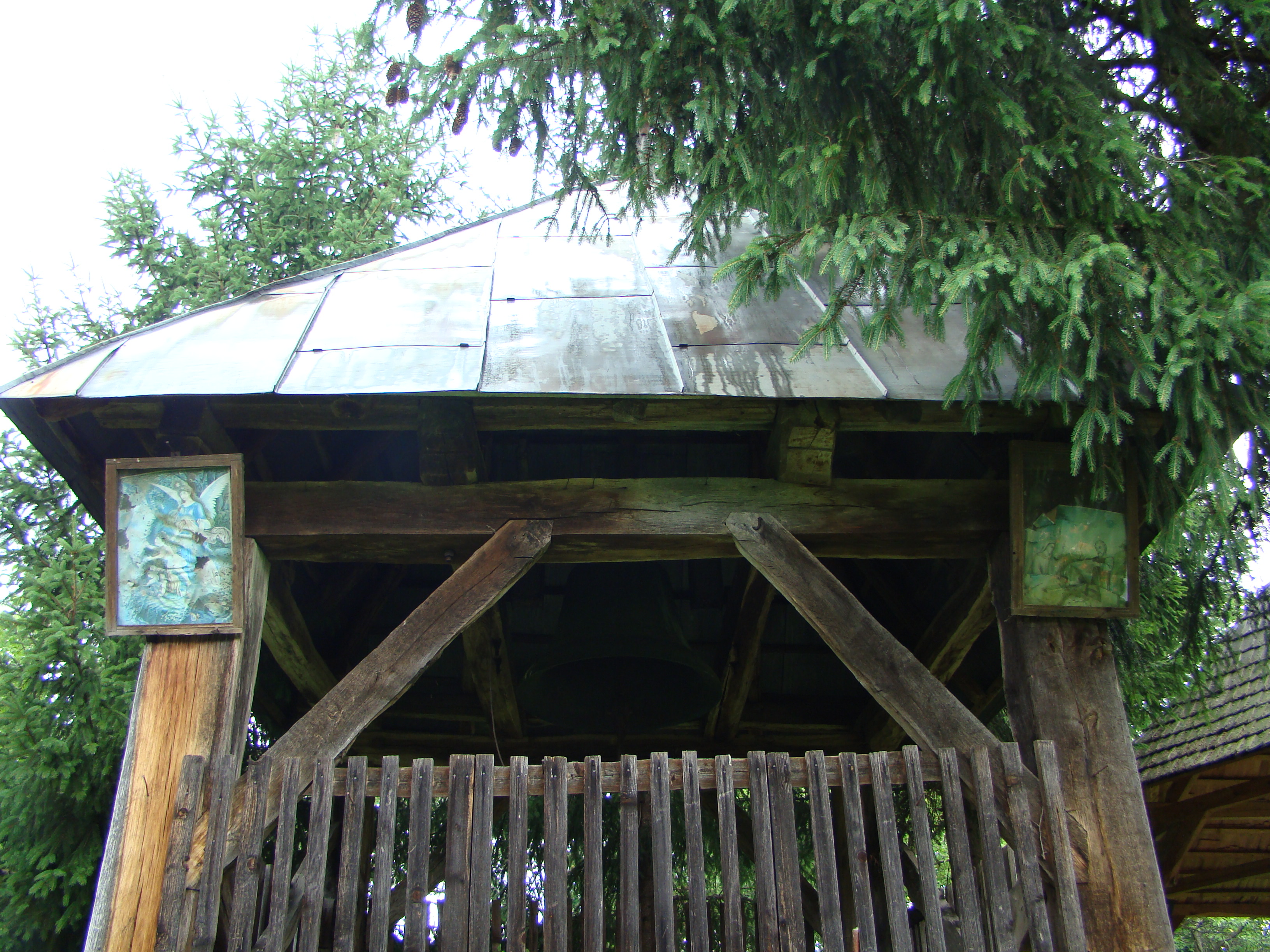
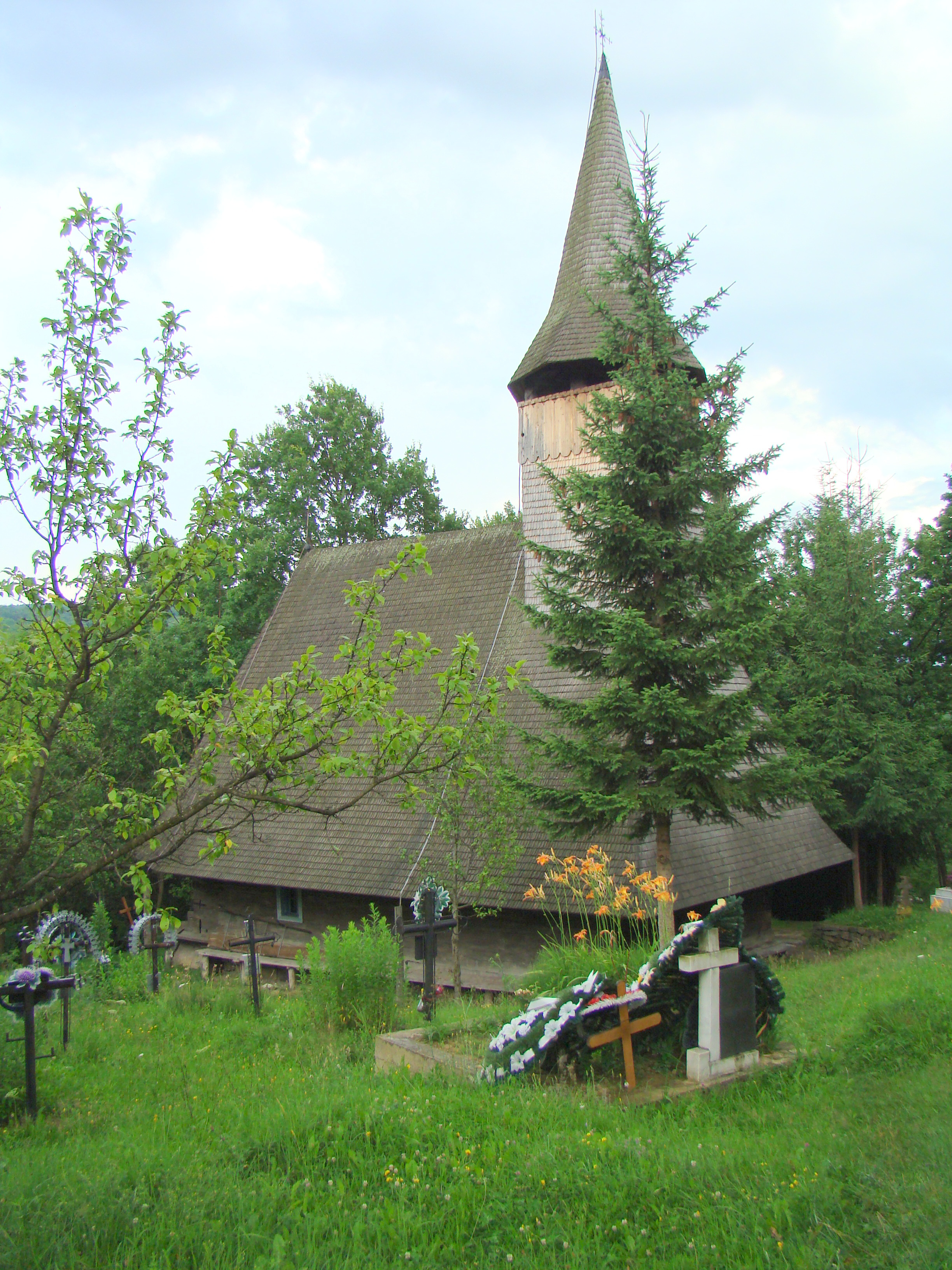
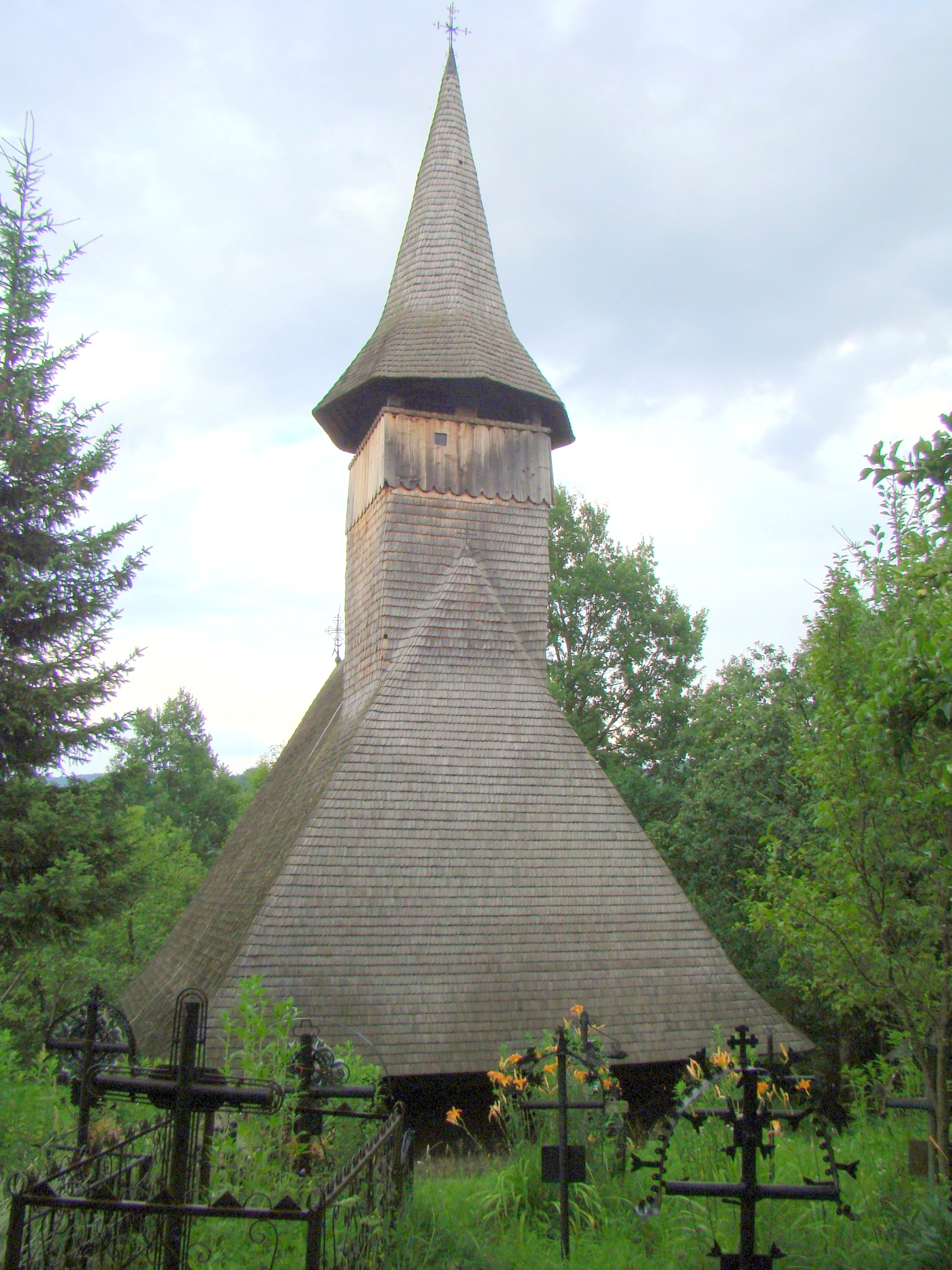
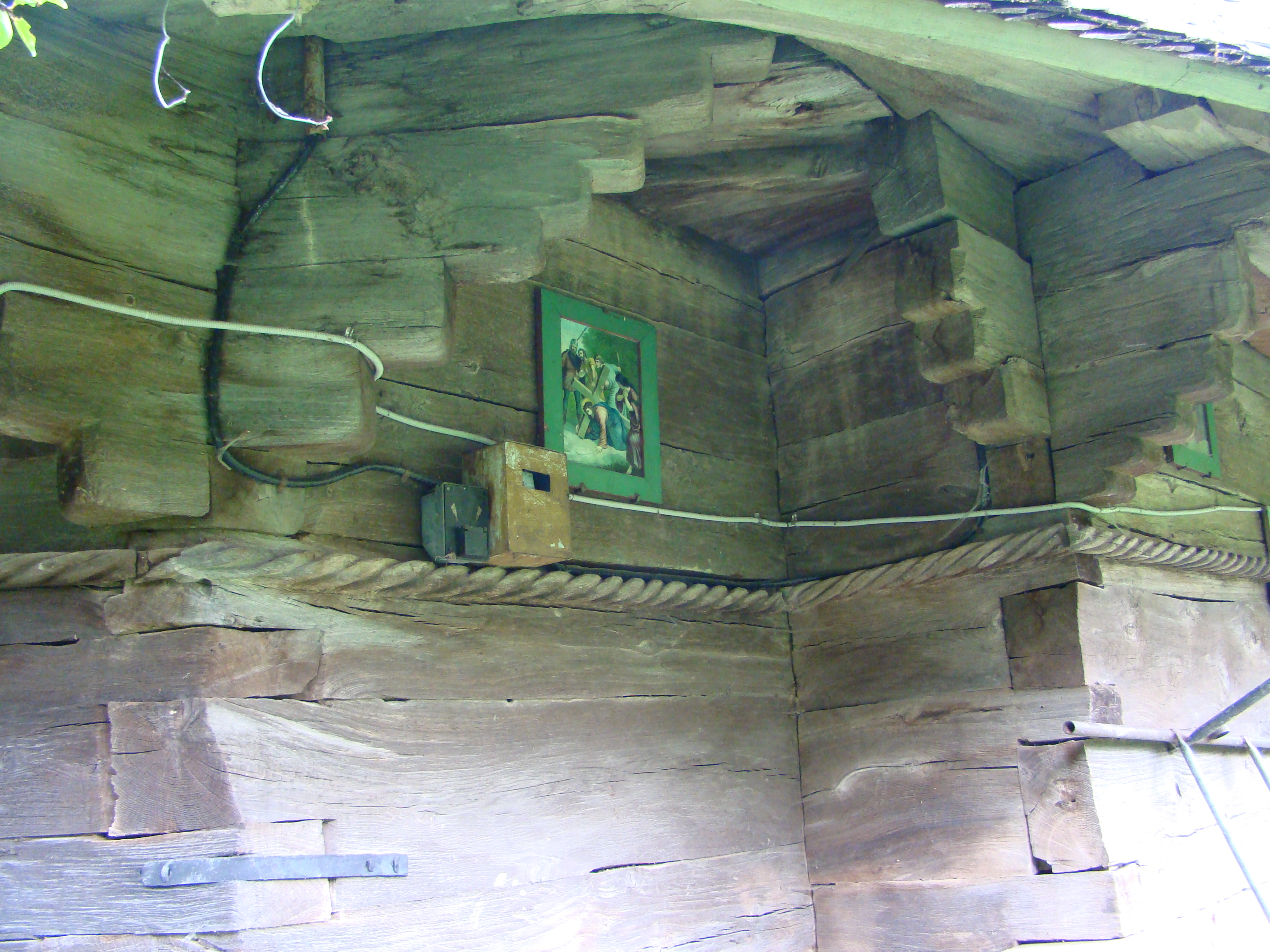
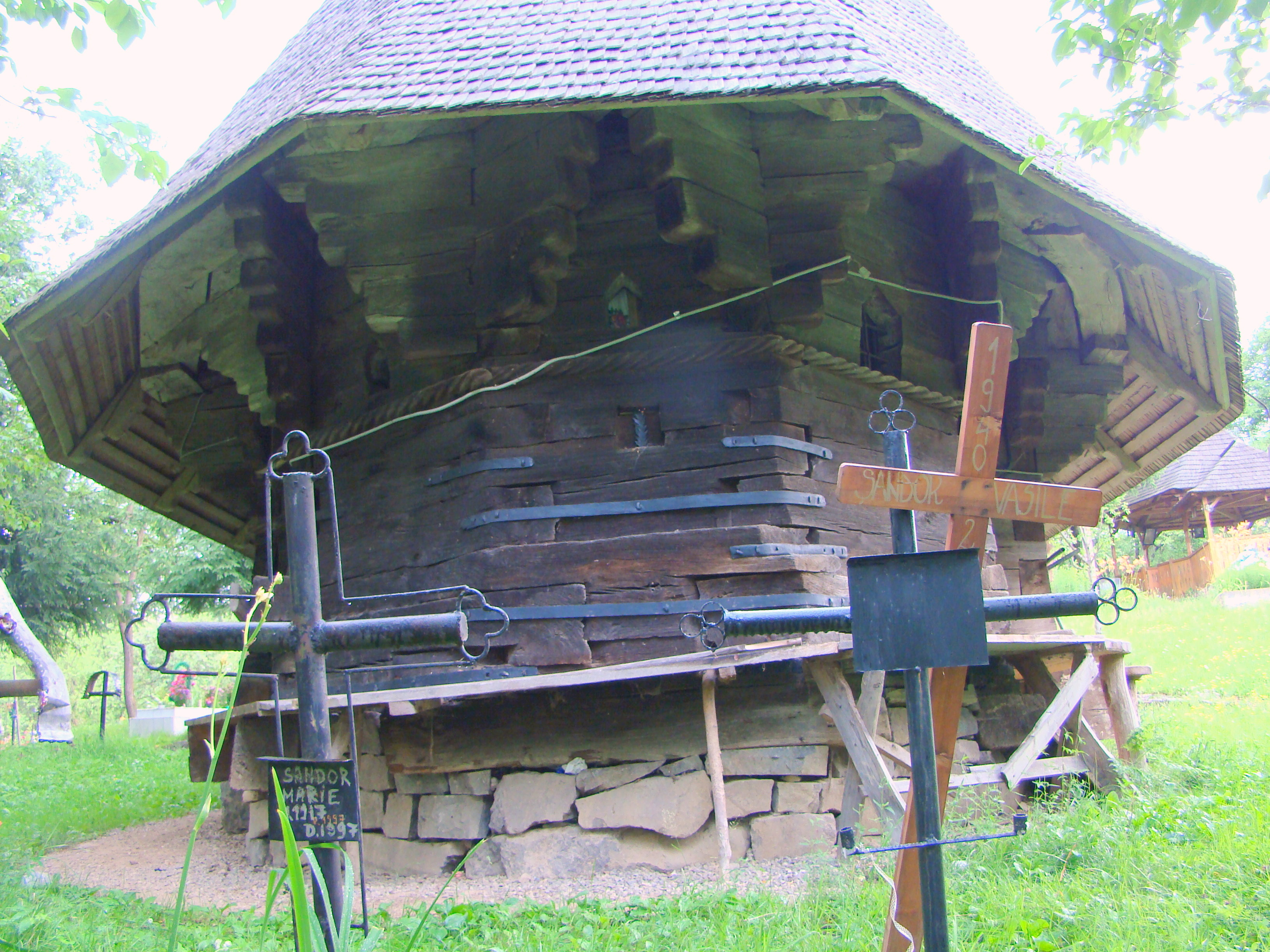
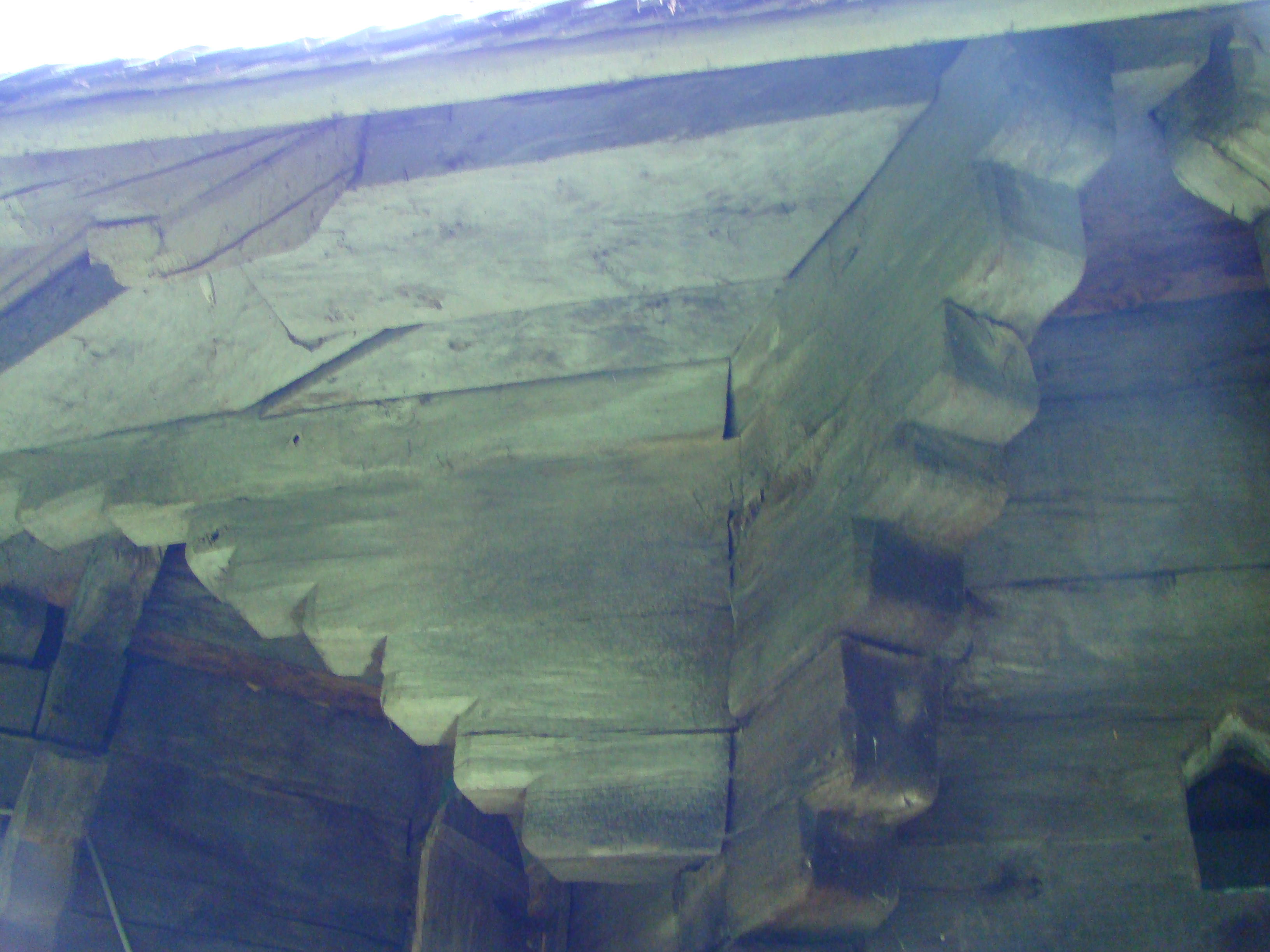
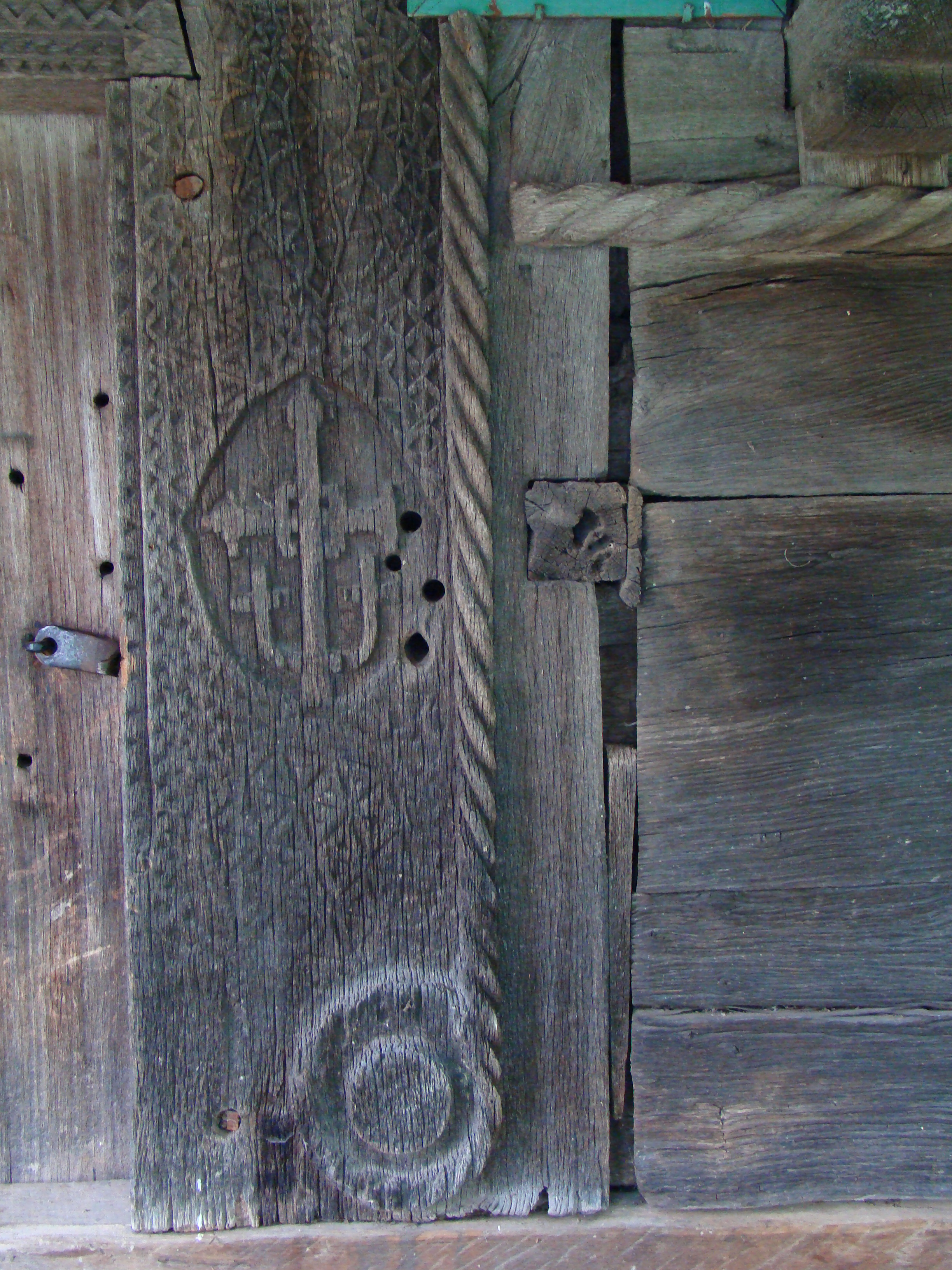
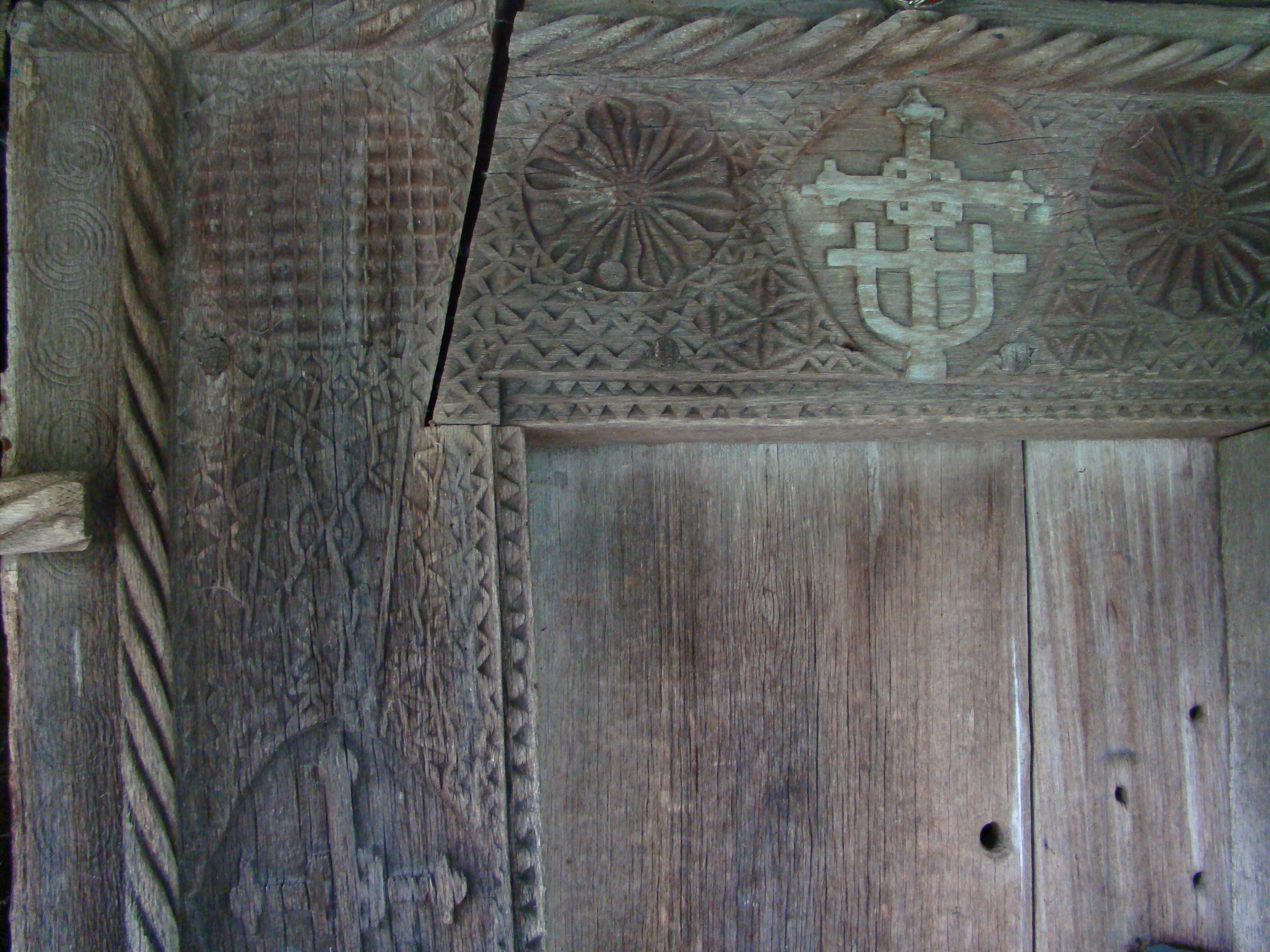
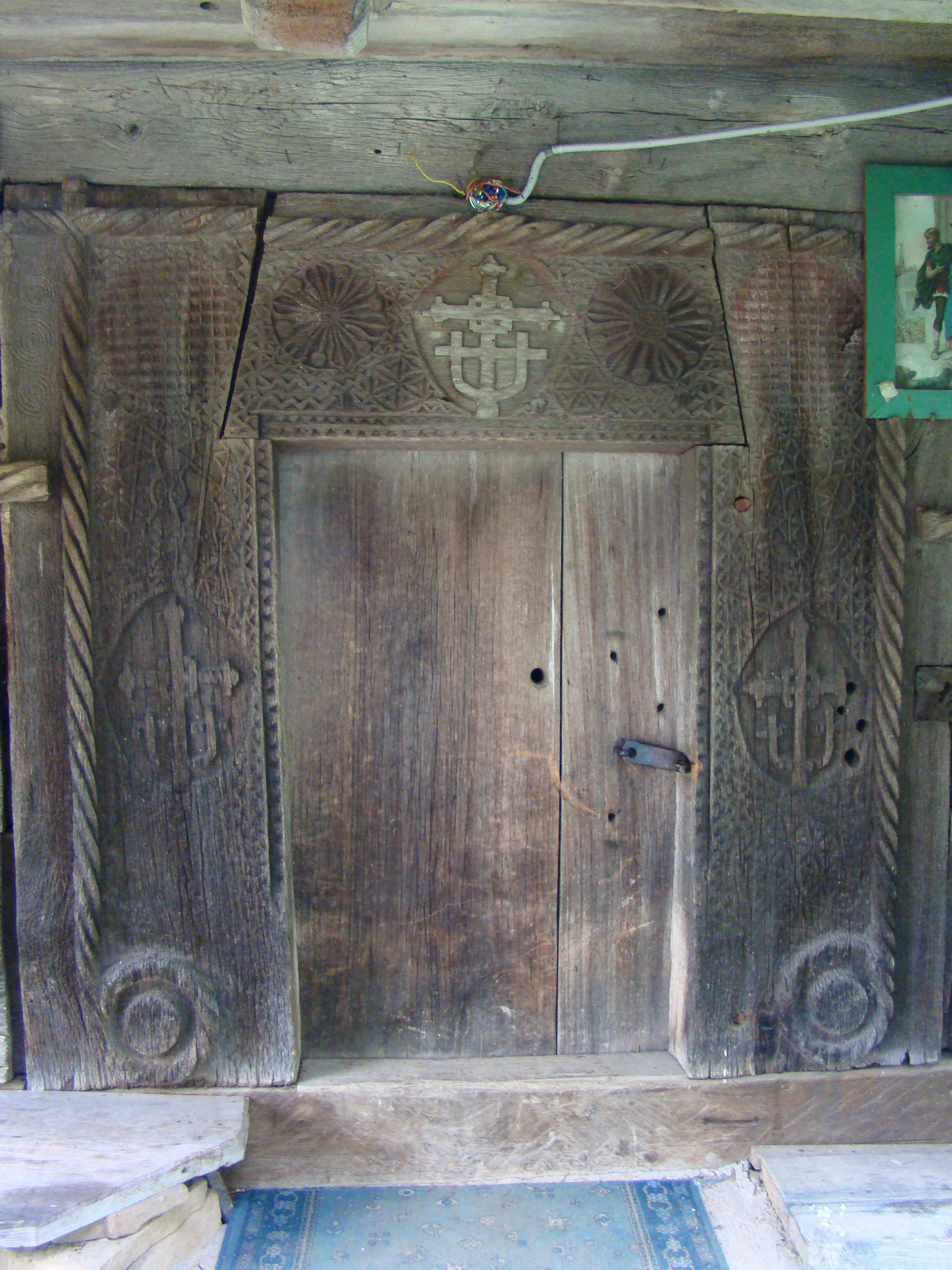